# RegioJet

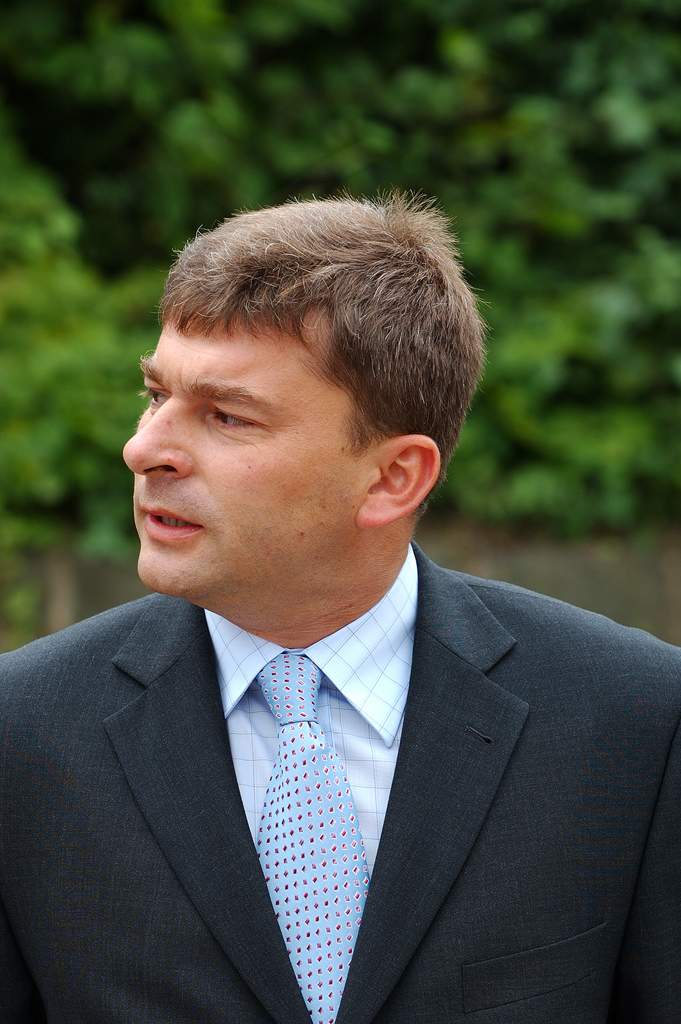
Jan Paroubek, v době přípravy a zahájení první linky provozní ředitel

RegioJet a.s. (VKM: RJ) je provozovatel osobní železniční a autobusové dopravy v Česku, sídlící v Brně. Stoprocentním vlastníkem je Student Agency vlastněná Radimem Jančurou, na některých nabídkách spolupracoval s německou pobočkou francouzské firmy Keolis.
Sesterská společnost shodného názvu RegioJet a. s. se sídlem v Bratislavě je provozovatelem osobní železniční a autobusové dopravy na Slovensku.  
Společnost RegioJet holding vykázala v roce 2023 zisk 337 milionů korun při tržbách 3,2 miliardy korun.

## Historie společnosti
Příležitostnou veřejnou železniční osobní dopravu společnost poprvé prováděla 24. dubna 2010, provoz první linky pravidelné osobní dopravy byl spuštěn 26. září 2011. V roce 2011 měla společnost ztrátu 59 mil. Kč, v roce 2012 ztrátu prohloubila na 76 mil. Kč při tržbách 267 mil. Kč a v roce 2013 očekávala obdobnou.
Sesterská společnost shodného názvu RegioJet a. s. se sídlem v Bratislavě je provozovatelem osobní železniční a autobusové dopravy na Slovensku.
Od února 2015 začala pod značkou RegioJet provozovat slovenská pobočka RegioJet i autobusovou dopravu. 4. dubna 2016 byl oficiálně zahájen rebranding autobusové dopravy české společnosti Student Agency na značku RegioJet.
Do obchodního rejstříku byla RegioJet a.s. zapsána 20. března 2009 s předmětem podnikání „výroba, obchod a služby neuvedené v přílohách 1 až 3 živnostenského zákona“ a od 6. října 2009 byl zapsán předmět činnosti „provozování dráhy a drážní dopravy“. Předsedou dvoučlenného představenstva je Radim Jančura, druhým členem je obchodní ředitel Jiří Schmidt.
Provozní ředitel a člen představenstva Jan Paroubek dal ve firmě RegioJet čtyři dny po zahájení provozu výpověď (podle MF Dnes byla příčinou nespokojenost s nesystémovými zásahy vedení a špatným systémem řízení, což však na přímý dotaz odmítl komentovat) a 10. listopadu 2011 pronikla do médií zpráva, že nastupuje do obdobné funkce ke konkurenčnímu dopravci LEO Express, kde má rovněž připravit rozjezd linky Praha – Ostrava. Novým provozním ředitelem RegioJet od listopadu 2011 byl Petr Prchal, kterého do firmy přivedl a „vychoval“ Paroubek.
Provozní ředitel Petr Prchal na jaře 2012 má ukončit působení v RegioJetu, dle mluvčího firmy z osobních důvodů, a od května 2012 má nastoupit do funkce vedoucího provozu v Leo Expressu. RegioJet v dubnu 2012 inzerátem na svém webu hledal nového provozního ředitele.

## Rané záměry Student Agency

### Praha – Ostrava a další záměry
V roce 2006 vyjádřil Radim Jančura v několika rozhovorech záměr, že by se Student Agency v horizontu zhruba tří let stala i železničním dopravcem. Prvním záměrem bylo provozování dopravy na trase Praha–Ostrava, která by konkurovala vlakům EC/IC a SC Pendolino Českých drah, výhledově naznačil i možnou účast na dotované regionální dopravě nebo na mezinárodní dopravě v trase Berlín–Praha–Vídeň.
V červnu 2007 Radim Jančura oznámil, že již probíhá výběrové řízení na výrobce vlaku pro trať Praha–Ostrava. Mělo jít o pět souprav v typické žluté firemní barvě (v prosinci 2007 upřesnil, že půjde dohromady o šest souprav, z toho jednu rezervní). Doprava měla být levnější a luxusnější než v Pendolinu Českých drah, pořizovací cena souprav měla být poloviční oproti Pendolinům, celkem asi 2 miliardy Kč. Výběrového řízení se účastnily firmy Siemens a Stadler, design vlaku se měl blížit vlakům ICE 3, jezdícím v Německu. Zahájení provozu v červnu 2007 předpokládal za dva roky, tedy od roku 2009 – předpokládal rok pro výrobu vlaku a rok pro homologaci – v pozdějších zprávách a rozhovorech pak uváděl tři roky, přibyl ještě rok pro „bohatnutí“. Zároveň oznámil záměr obsadit výhledově všechny železniční dálkové trasy.

### Jednání s Keolisem
Dne 13. května 2008 Jančura oznámil, že jedná o vytvoření společného podniku s třetím největším dopravcem v Evropě, francouzskou firmou Keolis, a že společně jednají se dvěma kraji, aby vyhlásily výběrová řízení na jimi dotovanou regionální železniční dopravu.

### Výběrové řízení Libereckého kraje
Keolis Deutschland společně se Student Agency se ucházely ve výběrovém řízení o zakázku na provozování zhruba 35 % železniční dopravy (označované též Jizerskohorská železnice) objednávané Libereckým krajem na 15 let od prosince 2011, vyhlášeném na podzim roku 2008, avšak poté, co společně se třemi dalšími zájemci (České dráhy, Viamont a Arriva) z původních pěti postoupily do druhého kola, začátkem června ještě před podáním závazných nabídek ze soutěže odstoupily s odůvodněním, že jsou „poslední dva týdny soustavně varováni, že dumpingová cena Českých drah bude opět výsměchem rovné soutěži“ a že České dráhy mohou krýt ztráty prostřednictvím úhrad z ministerstva dopravy na rychlíkové spoje, u nichž úřad neprověřuje náklady, což je iracionální systém vymykající se kontrole. České dráhy se ohradily, že informaci o ceně nabízené Českými drahami mohla Student Agency získat pouze nelegální cestou. Mluvčí Českých drah rovněž firmu Student Agency nařkl, že zatím není schopna uvést jakýkoli železniční projekt v život a využívá této taktiky pouze ke svému zviditelňování. Provozní ředitel Student Agency o několik dní později uvedl, že dvojice společností od podání závazné nabídky ustoupila na základě rozhodnutí firmy Keolis a že Student Agency tohoto ústupu lituje.

### Nabídka Jihomoravskému kraji
Společnost Student Agency se na jednání s Jihomoravským krajem 3. února 2009 dohodla, že vypracuje nabídky na provozování jihomoravských linek S2, S3, S4 a S9.

V březnu 2009 kraj oznámil záměr vyhlásit výběrové řízení na provozování železniční dopravy v kraji v reakci na to, že mu finanční požadavky Českých drah připadaly neúměrné. Na jednání 8. září 2009, kde dopravce vystupoval již pod hlavičkou RegioJet, bylo dohodnuto omezení nabídky na linky S2 a S3, aby byla srovnatelná s obdobnou nabídkou Českých drah.

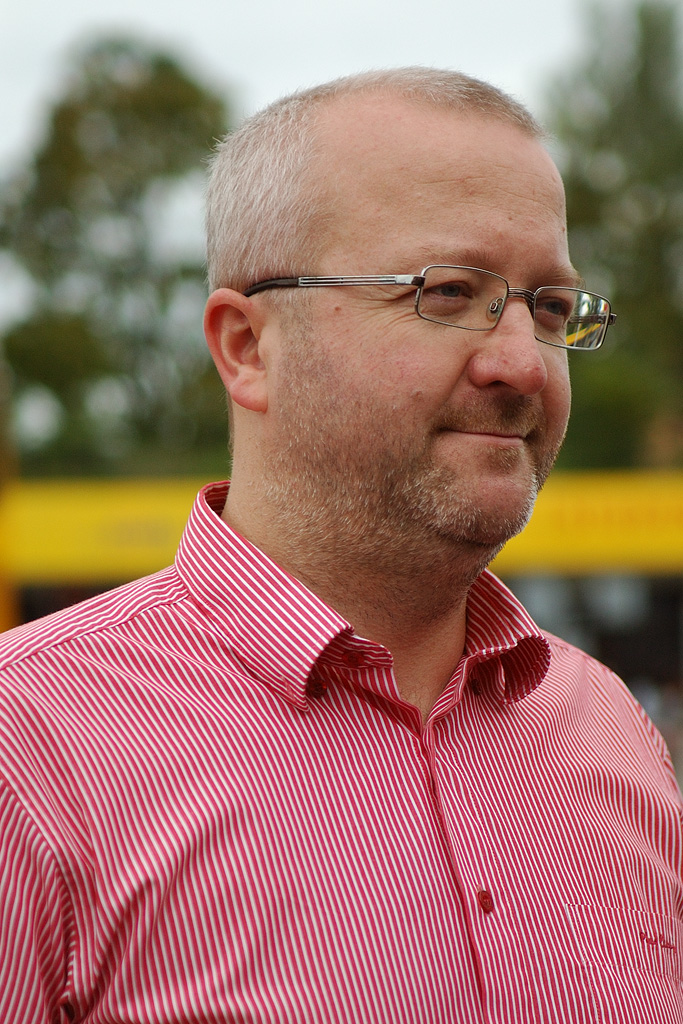
Majitel firmy a předseda představenstva Radim Jančura

Dosavadní smlouva s Českými drahami však byla v prosinci 2009 prodloužena do roku 2019, aby kraj zajistil podmínky čerpání státní dotace na základě Memoranda o zajištění stability, s tím, že od prosince 2016 může být až 55 % objemu ze smlouvy vyjmuto. Situace, že kraj bez výběrového řízení prodloužil smlouvu dosavadnímu dopravci, ačkoliv věděl o zájmu jiné společnosti dopravu provozovat, a distancoval se od závěrů dosavadních jednání na půdě krajského úřadu a odmítl s tímto dopravcem i Sdružením železničních společností komunikovat, se stala v roce 2010 předmětem sporu mezi krajem a společnosti RegioJet. RegioJet rovněž kritizoval, že hejtman Hašek ve snaze obhájit krok kraje označoval dotyčné tratě „rozinkami“, ačkoliv jde o tratě s nejvyšší ztrátovostí v rámci IDS JMK a s nejvyšší prioritou obnovy vozového parku. V září 2010 rada kraje záměr vyhlášení výběrového řízení schválila. Student Agency v květnu 2010 zaslala Evropské komisi stížnost na netransparentní a diskriminační přístup krajů. Evropská komise kritizovala Českou republiku za chybný přístup k liberalizaci železniční dopravy a v červnu 2010 oznámila, že Českou republiku zažaluje u evropské justice. Na podzim 2010 Evropská komise prostřednictvím českého Úřadu pro ochranu hospodářské soutěže požádala kraj o vyjádření, kraj v říjnu požádal o prodloužení 30denní lhůty pro odpověď. 25. listopadu 2010 rada kraje schválila svou 28stránkovou odpověď, v níž kraj údajně obvinil Radima Jančuru ze lži a hájil se tím, že žádný jiný dopravce nepředložil nabídku pro provozování dopravy v celém kraji a že všechny kraje uzavřely obdobné smlouvy bez výběrového řízení.
28. února 2012 vydal Jihomoravský kraj tiskovou zprávu, že rada kraje schválila přípravu nabídkového řízení pro linky S6 a R6 IDS JMK (Brno – Bučovice – Kyjov – Zlínský kraj), které představují 18 % vlakové dopravy objednávané krajem, vybraný dopravce by měl dopravu převzít od prosince 2016. Kraj zvažoval i výběrové řízení na linky S2 a S3 (osobní vlaky Brno – Blansko – Česká Třebová a Brno – Tišnov), ale tento záměr zatím odložil.

## Neuskutečněné plány v železniční dopravě

### Nabídka rychlíkové dopravy 2009
V červnu 2009, krátce po odstoupení z výběrového řízení Libereckého kraje, Student Agency oznámila, že 15. června podá ministerstvu dopravy nabídku provozování rychlíkové dopravy. Přitom uvedla, že podle evropského práva by po podání takové nabídky muselo ministerstvo vypsat výběrové řízení, a že bude schopna nabídnout cenu až o 40 % nižší, než jsou náklady účtované na těchto trasách Českými drahami (cca 120 Kč/km). Dceřiná společnost RegioJet pak podala nabídku provozování rychlíkové dopravy na 15 linkách, rozdělených do 3 souborů, od roku 2011. Linky měly být podle nabídky obsluhovány novými vlaky Siemens Desiro ML (50 souprav po třech až čtyřech vozech, soubor linek 1 a 2 – elektrické jednotky) a Desiro Classic (35 souprav, soubor linek 3 – dieselové jednotky). Společnost vyjádřila připravenost vstoupit s jinými dopravci do tarifních svazů. 15. června 2009 skutečně RegioJet ministerstvu dopravy nabídl provozování rychlíků od roku 2011 po dobu 10 let na 15 železničních linkách, na něž by nasadil nové elektrické a dieselové vlaky. Jedná se zhruba o polovinu rozsahu rychlíkové dopravy objednávané ministerstvem dopravy ČR bez výběrových řízení u Českých drah. Partnerem pro investice do vlaků měla být podle některých zdrojů francouzská firma Keolis, podle jiných zdrojů naopak v této nabídce Keolis zaangažován nebyl.
Nabídka se týkala linek:
- Praha – Chomutov – Cheb
- Praha – Děčín
- Kolín – Ústí nad Labem
- Brno – Česká Třebová – Praha
- Brno – Havlíčkův Brod – Praha
- Brno – Bohumín
- Brno – Břeclav – Olomouc
- Praha – Tábor – České Budějovice
- Praha – Písek – České Budějovice
- Liberec – Ústí nad Labem
- Praha – Tanvald
- Kolín – Rumburk
- Praha – Rakovník
- Ostrava – Olomouc/Jeseník

### Plzeňský kraj 2009
Plzeňský kraj vyhlásil v roce 2009 výběrové řízení na provozování dopravy na třech neelektrizovaných tratích (Plzeň–Blatno, Plzeň–Domažlice a Nýřany – Heřmanova Huť) od prosince 2011 do prosince 2026. Nabídky měly být otevírány 29. a 30. října a výsledky vyhlášeny v polovině listopadu. Zadávací podmínky si vyzvedlo 8 firem, do soutěže se přihlásily České dráhy, Viamont, ČSAD Jablonec a RegioJet.
28. října 2009 vydala vláda „Memorandum o zajištění stabilního financování dopravní obslužnosti veřejnou regionální železniční osobní dopravou“ a všechny kraje i ministerstvo dopravy uzavřely urychleně a bez výběrového řízení dlouhodobé smlouvy na 10 let s opcí na dalších 5 let s Českými drahami. 3. prosince 2009 vstoupilo v platnost nařízení Evropského parlamentu a Rady ES č. 1370/2007, které nařizuje výběrová řízení pro přidělování zakázek ve veřejné železniční dopravě.
5. listopadu 2009 bylo oznámeno, že rada kraje soutěž zrušila. Soukromí dopravci včetně RegioJet se proti upevnění monopolu Českých drah ostře ohradili.

### Žluté jaro na železnici

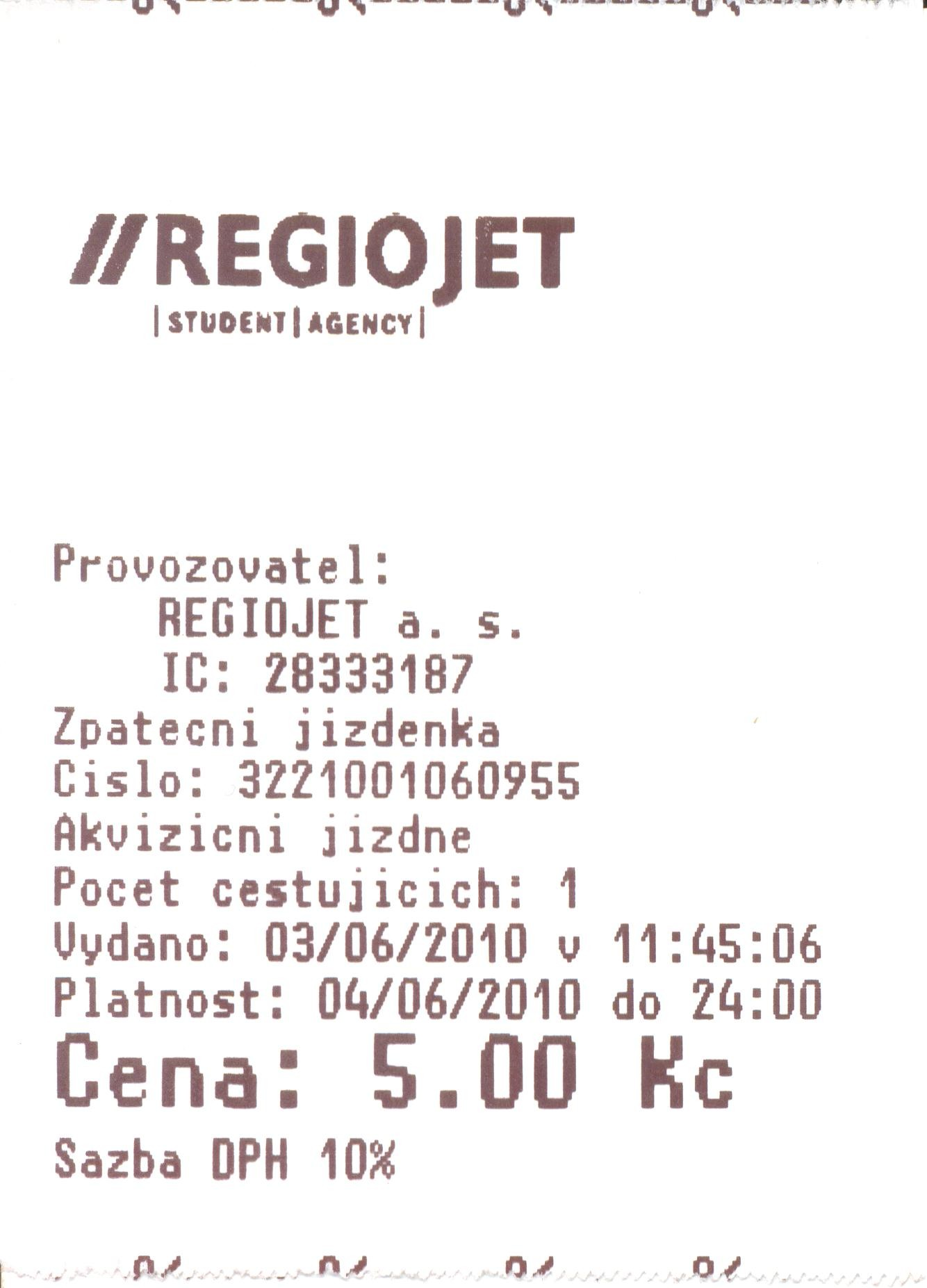
Jízdenka z propagační jízdy

V dubnu 2010 RegioJet oznámil reklamní provoz soupravy Siemens Desiro vypůjčené od leasingové firmy. Souprava ve žluté barvě a pod značkou RegioJet o víkendech 24. a 25. dubna a 1. a 2. května 2010 jezdila za symbolické jízdné na trati 132 mezi Děčínem a Krupkou, první vlak vyjel 24. dubna 2010 v 9:00 hodin z Děčína hl. n. Ve všedních dnech od 26. dubna do 7. května souprava jezdila mezi Ústím nad Labem a Litvínovem (tratě 130 a 134). Akce měla vyvrátit tvrzení některých sociálnědemokratických hejtmanů, že Student Agency nikdy s žádnými vlaky nevyjede, a měla ukázat, jak mohou moderní vozidla přispět ke zjednodušení a zkvalitnění dopravní obsluhy. Kvůli technickým problémům trati i velkému zájmu cestujících (4000 za první víkend) měly tyto reklamní vlaky v prvních dnech zpoždění (první spoj nabral hodinové zpoždění, další spoje kolem 10 minut) na něž dopravce reagoval zrušením symbolického jízdného a kompenzačním rozdáváním tatranek a džusů a rozpojením soupravy tak, že po zbytek dne jezdil po trati každý vůz samostatně. V rámci akce „Žluté jaro na železnici“ by tato souprava během tří měsíců měla být prezentována ve většině českých krajů.

### Jihočeský kraj
Na jaře 2010 Jihočeský kraj a koordinátor veřejné dopravy JIKORD připustily možnost vyhlášení výběrového řízení až na 25 % objemu železniční dopravy v kraji, které umožňovala desetiletá smlouva s Českými drahami na provozování regionální železniční dopravy v závazku veřejné služby v prostoru západně od Českých Budějovic a jižně od Strakonic, na tratích 194 České Budějovice – Černý Kříž, 197 Číčenice – Volary – Nové Údolí a 198 Strakonice–Volary.
V červnu 2010 jednatelé JIKORDu hovořili o vyhlášení výběrového řízení v roce 2011 a zahájení provozu v prosinci 2012. V reakci na oznámení uspořádala společnost RegioJet v pondělí 21. června prezentační jízdy na trase České Budějovice – Český Krumlov. RegioJet zde také prezentoval svůj on-line odbavovací systém umožňující platit platební kartou i číst elektronické průkazy jiných dopravců. V listopadu 2011 schválilo zastupitelstvo Jihočeského kraje záměr na realizaci nabídkového řízení „Provozního souboru Šumava“ včetně časového harmonogramu, v lednu 2012 bylo zveřejněno předběžné oznámení EU. Vyhlášení soutěže proběhlo v roce 2014, RegioJet se ale do ní nepřihlásil.[zdroj?]

### Plzeň – Domažlice
V červnu 2010 společnost oznámila, že nejdříve od jara 2011 chce provozovat dopravu na trati Plzeň–Domažlice (současně ke stejnému datu ohlásila i záměr ohledně trasy Praha–Olomouc–Ostrava (–Žilina)). Pro obě tyto tratě zažádala o kapacitu dopravní cesty.
Na trati Plzeň–Domažlice v červnu a červenci 2010 RegioJet jezdila pronajatými reklamními vlaky Siemens Desiro Classic. Informace o provozování dopravy v západních Čechách se již později v médiích neobjevovaly.

### Praha – Ostrava – Žilina (– Košice)
V červnu 2010 společnost oznámila, že nejdříve od jara 2011 chce provozovat dopravu na trati Praha–Olomouc–Ostrava (–Žilina). Podle článku ze 20. září 2010 jí SŽDC kapacitu dopravní cesty přidělila. Na přelomu let 2010 a 2011 se firma připravovala spustit od poloviny roku 2011 expresní dopravu vlaky IC na trase Praha–Ostrava–Čadca–Žilina. 11. dubna 2011 směřoval dopravce přípravy na spuštění dopravy na začátku léta 2011. 26. září 2011 byl pak skutečně zahájen provoz mezi Prahou a Havířovem a od prosince 2011 byl jeden pár spojů prodloužen do Žiliny.
Na rok 2012 plánovala prodloužení trasy do Košic a zrušení autobusových linek Student Agency v této trase.
Po úspěchu ve výběrovém řízení a uzavření smlouvy na provozování dotované dopravy na trase Bratislava – Dunajská Streda – Komárno v prosinci 2010 RegioJet oznámil, že se zajímá i o další slovenské relace, pro které mohou být vyhlášena výběrová řízení, a o trasu Bratislava–Žilina–Košice. Plánoval vytvoření slovenské divize.
V polovině dubna 2014 společnost oznámila záměr provozovat vlaky na trase Bratislava-Žilina-Košice od prosince 2014.
Od 11. října 2014 začal RegioJet provozovat jeden denní pár spojů mezi Prahou a Košicemi. Na těchto spojích také poprvé začal používat restaurační vůz s možností konzumace teplých jídel.

### Praha – Brno – Břeclav
Dne 29. září 2011 proběhla médii zpráva, že Radim Jančura chce navrhnout Ministerstvu dopravy převzetí současných vlaků Českých drah na trase Praha–Břeclav (se zachováním stávajícího jízdního řádu, ale bez potřeby dotací).
Začátkem ledna 2013 Brněnský deník napsal, že Radim Jančura chce ministra dopravy Zbyňka Stanjuru přesvědčit, aby mohl na této trati jezdit bez výběrového řízení, bez dotací a bez konkurence dotované dopravy ČD, avšak že se nebrání vstupu konkurence, která by jezdila na vlastní komerční riziko. Předchozí ministr Pavel Dobeš na podobné požadavky a nabídky reagoval poukazem na schválený harmonogram liberalizace dálkové železniční dopravy. Jančura avizoval, že by byl schopen zajistit provoz 16 párů vlaků mezi Prahou a Brnem, z nichž většina by pokračovala minimálně do Vídně nebo do Bratislavy. V červnu roku 2018 otevřel dopravce RegioJet, na právě modernizovaném brněnském nádraží novou čekárnu, čímž reagoval na rostoucí počet cestujících na této trase.

### Společný projekt s Deutsche Bahn
Dne 29. září 2011 proběhla médii zpráva, že Radim Jančura vyjednává s Deutsche Bahn o společném provozování mezinárodních spojů do Berlína či Hamburku.
Koncem dubna 2012 DB oznámily, že se ještě nedohodly na budoucí spolupráci na provozování vlaků na trase Praha–Drážďany–Berlín–Hamburk s žádným dopravcem, ale rozhodly se, že budou dále jednat exkluzivně již jen se Student Agency. Dozorčí rada Českých drah na základě této informace schválila zrušení smlouvy na chystaný nákup souprav Railjet, které byly určeny pro tuto trasu. Společnosti DB i RegioJet údajně deklarovaly, že nový dopravce převezme provoz vlaků na této relaci již od prosince 2013 a že je na tento krok připravena. DB však v srpnu 2012 oznámily odložení změny dopravce a požádaly České dráhy o prodloužení spolupráce o jeden rok. Důvody odložení termínu žádná ze stran nezveřejnila, iDnes zmiňuje nejmenované lidi z oboru, kteří za hlavní příčinu považují nedostatek vlaků ze strany RegioJetu. České dráhy mezitím deklarovaly zájem provozovat na této trati vlaky i nadále a začaly jednání s jiným německým dopravcem. Mluvčí ministerstva dopravy oznámil, že ministerstvo má i nadále zájem tyto vlaky na českém úseku objednávat, ale že bude dotovat jen jednoho z dopravců. Po dalším odkládání ale DB začalo jednat o smlouvě o desetiletém provozu od prosince 2015 opět s ČD.

### Ostrava – Opava – Krnov – Olomouc
27. března 2012 vypsalo ministerstvo dopravy výběrové řízení na provozování rychlíkové dopravy na trase Ostrava–Opava–Krnov–Olomouc s požadovaným zahájením provozu 14. prosince 2014, na dobu 15 let, tj. do konce platnosti jízdního řádu pro období 2028/2029. Z 10 zájemců, kteří si vyzvedli zadávací dokumentaci, nabídku nakonec podali 16. října 2012 jen dva zájemci, a to konsorcium dvou společností skupiny Arriva a společnost RegioJet. Arriva vlaky v nabídce požadovala kompenzaci (dotaci) 189 Kč na vlakokilometr, RegioJet 188 Kč. RegioJet nabídl dopravu novými vlaky, Arriva nabídla tři varianty, počítající s využitím nových nebo nově rekonstruovaných vlaků.
České dráhy, a.s. údajně jako jediné musely při zadávání objednávky na nové soupravy postupovat podle zákona o zadávání veřejných zakázek. PESA Bydgoszcz pak s toutéž nabídkou, kterou ČD musely odmítnout, oslovila RegioJet, která se s ní přihlásila do soutěže.
V polovině ledna 2013 ministerstvo dopravy oznámilo, že vyřadilo nabídku, kterou podala Arriva společně s TRANSCENTRUM bus, protože nedodala potřebná osvědčení o vzdělání vedoucích zaměstnanců. Soutěžní podmínky vyžadovaly ve vedení dvě odborně způsobilé osoby, zatímco drážní zákon vyžaduje pouze jednu. Pokud by Arriva neuspěla s odvoláním, takže by zbyla jen jedna nabídka, muselo by ministerstvo soutěž zrušit. Arriva se proti rozhodnutí odvolala a po zamítnutí odvolání vyzvala ministerstvo, aby soutěž nerušilo a zakázku přidělilo zbylému zájemci, RegioJetu. Po zrušení výběrového řízení ministerstvo dopravy 26. března 2013 oznámilo, že zakázku bez další soutěže zadá společnosti RegioJet, která v soutěži zůstala jako jediná, pokud RegioJet bude ochoten jezdit za podmínek, které navrhl ve své soutěžní nabídce. RegioJet zájem potvrdil.
20. května 2013 ministr dopravy Zbyněk Stanjura oznámil, že se ministerstvo s RegioJetem dohodlo na základních předpokladech uzavření smlouvy. Podle informace z 9. července 2013 se odcházející ministr Zbyněk Stanjura nakonec rozhodl smlouvu nepodepsat a následující ministr Zdeněk Žák s podpisem váhá a chce nejprve znovu vše prověřit a probrat.

## Pravidelný provoz

### Praha – Havířov – Žilina

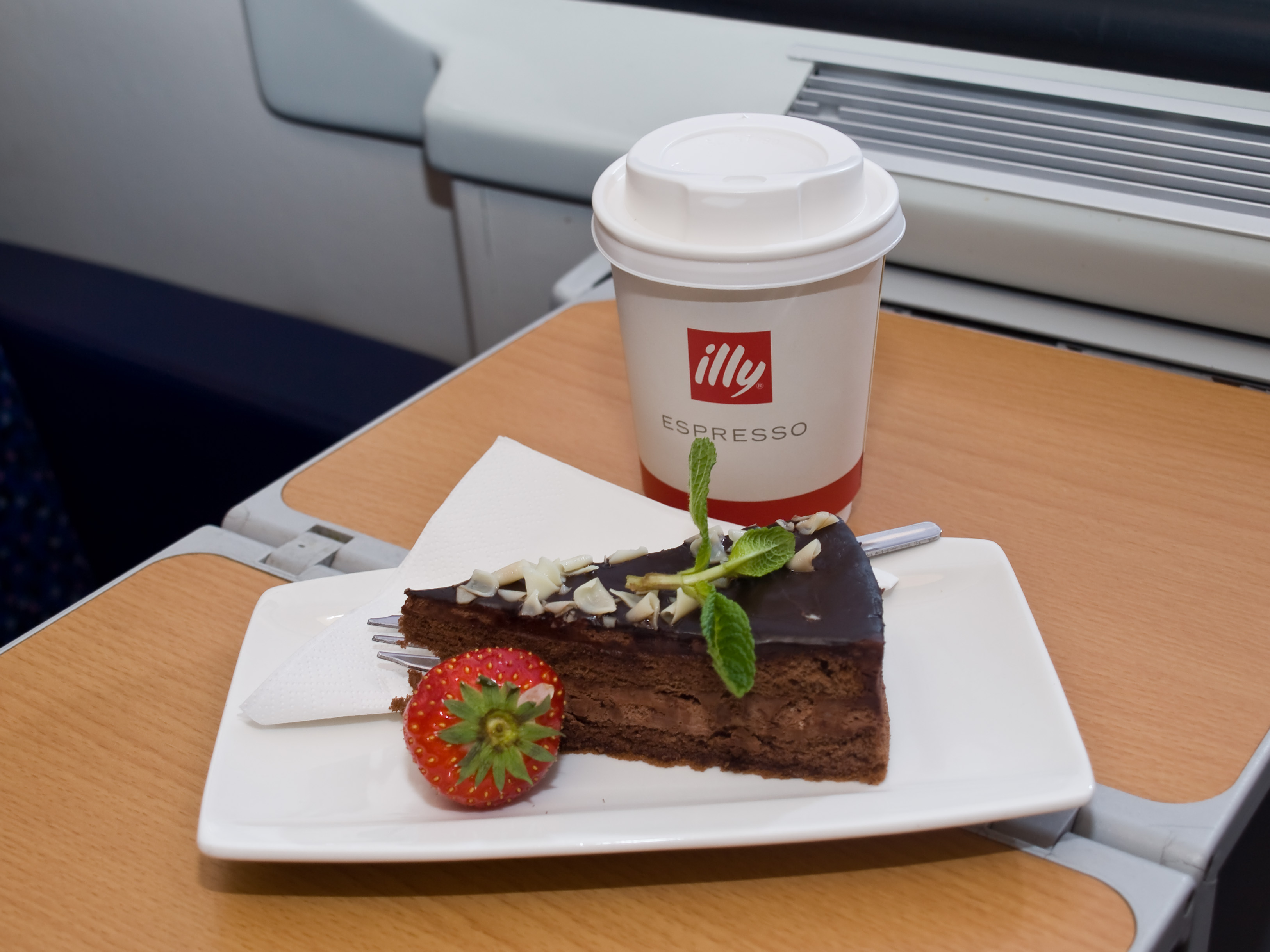
Občerstvení na první lince RegioJet v prvních týdnech provozu s kávou zahrnutou v ceně jízdného

Od 26. září 2011 provozovala společnost na podnikatelské riziko provozovatele s financováním ING Lease a Société Générale Equipment Finance pravidelnou vlakovou dopravu, a to bez objednávky Ministerstva dopravy, pouze s kompenzacemi žákovských, studentských a důchodcovských slev z veřejných prostředků.
Společnost začala se třemi páry spojů mezi Prahou a Havířovem, od 31. října 2011 v souvislosti s přidáním třetí soupravy přibyl čtvrtý pár spojů. Výhledově mělo trasu obsluhovat 6 souprav 9 páry spojů denně. Od prosince 2011 jezdily vlaky v pravidelném dvouhodinovém intervalu a i do dalších stanic Ostravska (Český Těšín, Třinec), jeden pár spojů začal zajíždět až do Žiliny. Od prosince 2012 se odjezdy směrem na Prahu posunuly o 1 hodinu zpět a z Prahy vlaky vyjížděly 12 minut po celé hodině.
Stanice linky RegioJet od zahájení provozu: Praha hlavní nádraží – Praha-Libeň – Pardubice hlavní nádraží – Ústí nad Orlicí město – Zábřeh na Moravě – Olomouc hlavní nádraží – Hranice na Moravě – Ostrava-Svinov – Ostrava hlavní nádraží – Ostrava-Stodolní – Havířov – Český Těšín – Třinec – Čadca – Kysucké Nové Mesto – Žilina. Všechny spoje kromě IC 1006 a IC 1013 končily ve směru od Prahy či začínaly ve směru do Prahy v Havířově. Provoz spojů mezi Havířovem a Žilinou byl zahájen až v prosinci 2011.
Od 9. prosince 2012 bylo zrušeno zastavování ve stanicích Praha-Libeň a Ústí nad Orlicí město. V Zábřehu na Moravě zastavoval jen první ranní spoj na Prahu IC 1000 a poslední večerní spoj na Třinec IC 1017.
Vlak byl tvořen lokomotivou řady 162 a 4-5 rekonstruovanými vozy odkoupenými od rakouských drah řady Ampz a ABmz s 48 místy k sezení. Typické řazení vozů pětivozového vlaku bylo symetrické, Ampz + ABmz + Ampz + ABmz + Ampz.
Kapacita vlaku byla 240 míst, během roku 2012 měla být zvýšena až na 400 míst, ve druhé polovině roku 2012 měly přibýt i vozy 1. třídy.
Od zahájení provozu jezdily vlaky vždy s dvojicí lokomotiv. Od prosince 2011, kdy začaly být všechny lokomotivy využity, jezdily vlaky už jen s jednou lokomotivou, přičemž záložní lokomotiva se strojvůdcem měla stát v polovině trasy, v České Třebové. RegioJet chtěl s Českými drahami jednat o tom, aby za určitý poplatek v případě poruchy poskytly náhradní lokomotivu, ale České dráhy o tom odmítly jednat. České dráhy rovněž odmítly zpřístupnit RegioJetu svou myčku.
Ve vlaku bylo poskytováno cestujícím jednoduché občerstvení, káva či voda zdarma, ostatní za nízkonákladové ceny. V každém voze byla k dispozici jedna stevardka či stevard. Vlaky byly povinně místenkové, přeprava stojících cestujících byla vyloučena.
K začátku listopadu 2011, po přidání třetí soupravy, dopravce vyčíslil počet svých stevardů a stevardek na 70. Za období od 26. září do 31. října 2011 uváděl více než 30 tisíc přepravených cestujících.
Zahájení provozu doprovázel značný mediální ohlas. V jeho rámci byla věnována velká pozornost i selháním dopravce. 21. září 2011 odpoledne, pět dní před zahájením provozu s cestujícími, projela lokomotiva RegioJet při svém přesunu v Lipníku nad Bečvou návěst Stůj a poškodila výhybku. Strojvedoucí byl do vyšetření případu stažen ze služby, škodu mluvčí Drážní inspekce odhadl na 300 tisíc korun.
Hned první den provozu došlo v Záboří nad Labem kolem 20. hodiny k poruše lokomotivy vlaku IC 1016 s následkem 20minutového zpoždění (některé zdroje uváděly 32minutové zpoždění, na příjezdu do Prahy 27minutové, přičemž na webových stránkách RegioJetu po celou dobu visela informace, že vlak má 0 minut zpoždění).
V úterý 27. září, druhý den provozu, vlak IC 1010 projel stanicí Hranice na Moravě a musel být zastaven záchrannou brzdou a k nástupišti nacouvat. Ředitel Českých drah Petr Žaluda posměšně komentoval, že čtyřvozové vlaky RegioJet jezdí pro jistotu se dvěma lokomotivami pro případ, že by jedna selhala. Ke kritice se připojil i exministr dopravy Vít Bárta, kterého kvalita vlaků zklamala.
29. září 2011 České dráhy v rámci akce ČD Promo zlevnily některé relace, zejména obyčejné jízdné na trase Praha–Ostrava, Praha–Brno a Praha – Hradec Králové. Jelikož nová cena jízdného z Prahy do Ostravy se přesně shodovala s cenou nabízenou Regiojetem, obvinil mluvčí Regiojetu Aleš Ondrůj, dříve vedoucí odboru komunikace ČD, České dráhy z nekalé soutěže a zneužití dominantního postavení na trhu.
Za rok 2012 RegioJet ohlásil v prosinci 2012 ztrátu 30 až 50 milionů Kč, což odůvodnil „predátorskými cenami“ Českých drah na trati mezi Prahou a Ostravou. Obsazenost vlaků vyčíslil na asi 80 procent. V polovině února 2013 vyčíslil ztrátu za rok 2012 na asi 50 milionů Kč s tím, že ztráta měla být dotována ze zisku společnosti Student Agency za rok 2012, kterou v té době odhadoval na asi 130 milionů korun. V srpnu 2013 byla ztráta za rok 2012 vyčíslena na 76 milionů Kč při tržbách 267 milionů Kč. Na rok 2013 očekával Radim Jančura obdobný výsledek. Ze svého negativního hospodářského výsledku viní cenovou politiku Českých drah, které se rozhodl po napadení u antimonopolního úřadu v této věci napadnout i soudně. Ztráty chtěl hradit z ostatních aktivit, celá skupina Student Agency vykázala zisk 110 milionů korun při tržbách přes 1,6 miliardy korun. Z veřejných prostředků dostala firma RegioJet za studentské slevy v roce 2012 kompenzaci z veřejných prostředků 33,3 mil. Kč.
RegioJet nejprve oznámil, že k 1. listopadu 2013 na lince zruší přepravu vozíčkářů, protože kvůli administrativním a technickým problémům docházelo ke zpožďování vlaků, České dráhy si za jedno použití zvedací plošiny účtovaly 3600 až 7200 korun a objednání bylo nutné nejméně den a půl předem. RegioJet však uvedl, že pracuje na nápravě, a na svém webu doporučuje handicapovaným využít služeb společnosti Leo Express. Předseda Národní rady osob se zdravotním postižením Václav Krása tento krok označil za diskriminační a uvedl, že záměrně chce situaci vyhrotit. RegioJet poté své rozhodnutí zmírnil a uvedl, že neodmítá přepravu vozíčkářů, ale pouze objednávku plošin pro nakládání vozíčkářů do vlaku, a místo toho nabízí, že bude cestující s postižením nakládat palubní personál ručně, jako to v některých případech dělal i dosud. Pan Jančura si s panem Krásou situaci vyříkali a pak Krása začal zjišťovat, zda České dráhy takto nezneužívají plošiny pořízené z veřejných peněz. Dne 31. října 2013 uspořádali zástupci handicapovaných rozloučení s přepravou vozíčkářů a u té příležitosti na základě provedené zkoušky ruční nakládání odmítli jako nedůstojné: dvojici stevardů museli vypomoci přítomní novináři a vozík a cestujícího bylo nutno přenášet odděleně. Pan Čipera ze sdružení rovněž kritizoval přístup Českých drah a uvedl, že plošina by měla být vybavením každého nástupiště a neměli by za to chtít ani korunu, maximálně nějaký manipulační poplatek ve výši 100 až 200 korun.

### Bratislava – Dunajská Streda – Komárno

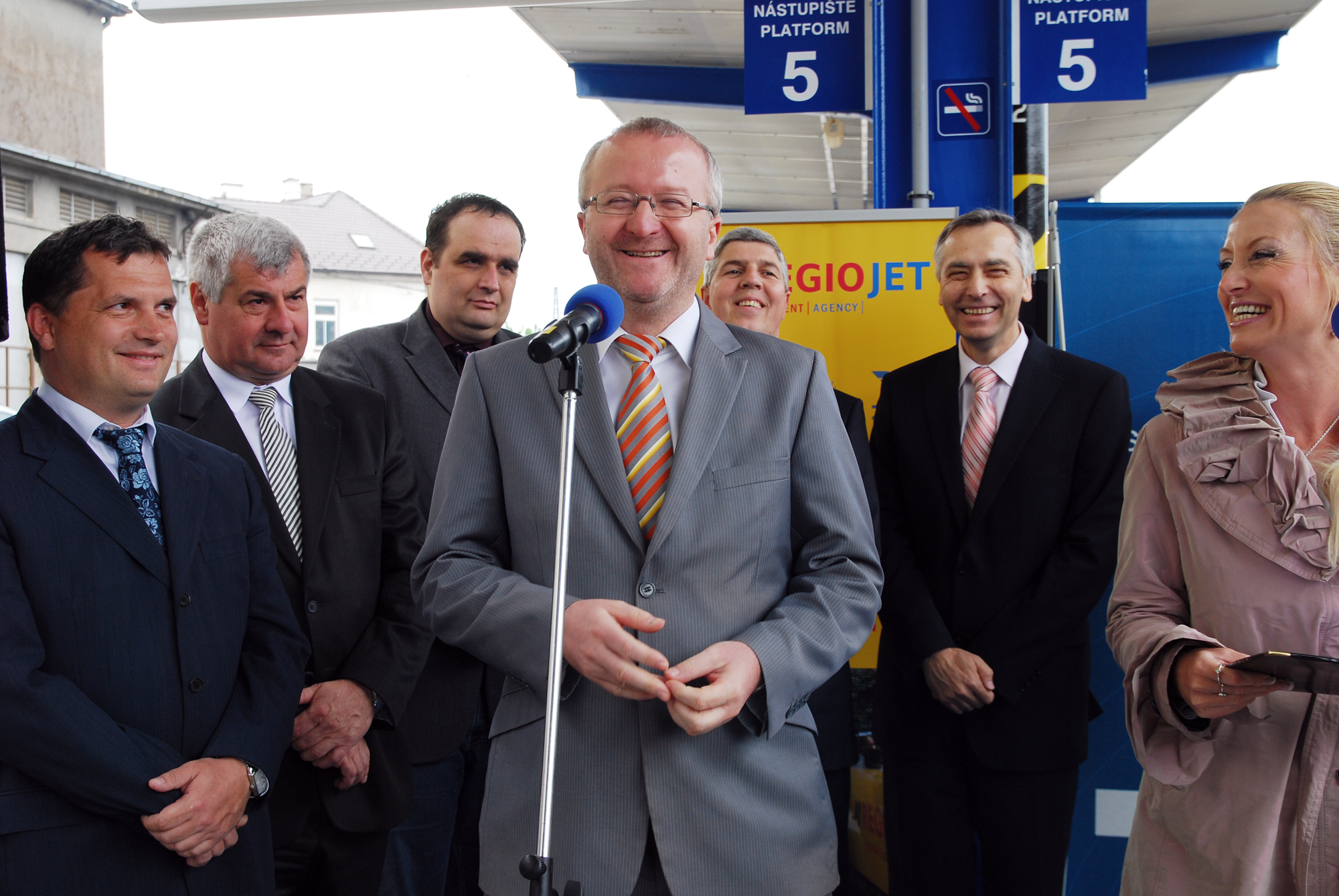
Radim Jančura při prezentační jízdě Bratislava – Komárno 26. dubna 2011

27. prosince 2010 RegioJet získal devítiletou smlouvu se slovenským ministerstvem dopravy na dotovanou vlakovou dopravu na trati z Bratislavy do Komárna přes Dunajskou Stredu od 4. března 2012. Objem smlouvy činil cca 1,25 mil. vlkm ročně při nákladech (reálné ceně) 5,7 € za vlkm. Po přičtení zisku a odečtení výnosů úhrada činila 4,52 € za vlkm bez přičtení propláceného poplatku za dopravní cestu (odhad 1,45 € za vlkm) a bez započtení inflace. Roční dotace měla být asi 7,1 miliónu eur, což bylo o 1,3 miliónu méně, než byla dosavadní dotace státnímu dopravci. Zakázku získala společnost v rámci veřejné soutěže MDVRR SR vypsané ministrem dopravy Lubomírem Vážným za účelem přímého zadání výkonů ZSSK a získání dotací z Operačního programu doprava (OPD).
Provoz měl RegioJet zajišťovat moderními dieselovými klimatizovanými jednotkami Bombardier Talent, které by umožnily zkrátit jízdní doby v úseku Bratislava – Dunajská Streda na 43 minut. Rozsah dopravy byl plánován na hodinový interval vlaků Bratislava hl. st. – Komárno posílený ve špičce na půlhodinový interval o zrychlené spoje Bratislava-Nové Mesto – Dunajská Streda.
Od 26. do 28. dubna 2011 uspořádal RegioJet v této trase zkušební a prezentační jízdy přístupné i veřejnosti za jednotnou cenu 50 eurocentů (12 Kč) za jakoukoli trasu. Pro zkušební provoz si zapůjčil od německého dopravce Eurobahn ze skupiny Keolis soupravu v bílé barvě, která v pravidelném provozu jezdila na linkách RB 71 a RB 73 v okolí Bielefeldu v Severním Porýní-Vestfálsku (podle SME v okolí Berlína), jednotka byla registrovaná na společnost Prignitzer Eisenbahn-Gesellschaft (PEG), patřící pod skupinu Netinera, německou dceřinou společnost Italských státních drah (FS), která vznikla za účelem převzetí německé části Arriva od koncernu DB. Při zkušebních jízdách byla souprava vybavena jen německými nápisy a dopravce neposkytoval občerstvení ani noviny, wifi internet však byl funkční. Pro provoz linky si měl RegioJet od roku 2012 na 9 let zapůjčit na operativní leasing 9 podobných jednotek, starých asi pět let, ty měl vybavit slovenskými a možná i maďarskými nápisy. Soupravy byly vybaveny kamerovým systémem v interiéru.
V neděli 4. března 2012 byl zahájen pravidelný provoz. Nasazeny byly v souladu s původními plány nízkopodlažní klimatizované soupravy Bombardier.

### Bratislava – Košice
V dubnu 2014 RegioJet oznámil zahájení příprav na vstup na trasu Bratislava – Žilina – Košice až čtyřmi páry spojů od změny jízdního řádu v prosinci 2014. Stávající spoj Praha – Žilina měl být také prodloužen do Košic. 14. prosince 2014 byl provoz zahájen třemi páry spojů s dobou jízdy necelých 5 hodin v šestihodinovém intervalu, 28. listopadu 2014 byl zahájen prodej jízdenek. Vlaky zastavovaly ve stanicích Bratislava hlavní stanica, Trnava, Trenčín, Považská Bystrica, Žilina, Vrútky, Ružomberok, Liptovský Mikuláš, Poprad, Kysak, Košice.
V dubnu 2015 RegioJet žádal od slovenské vlády, aby stát proplácel kompenzace na slevy sociálním skupinám rovnoprávně všem dopravcům a nikoli pouze vybranému státnímu dopravci, protože prý za současného stavu, kdy studenti, důchodci a děti jezdí ve vlacích státních železnic zdarma, není možné tuto nejvytíženější slovenskou linku provozovat se ziskem. Nabídl, že bude studenty a důchodce vozit zdarma, pokud mu stát proplatí polovinu nákladů.
Radim Jančura kritizoval slovenského ministra dopravy Jána Počiatka, že ministerstvo neřeší podnákladové ceny ztrátových vlaků IC společnosti ZSSK, a jejich protizákonné křížové financování. V roce 2014 se RegioJet obrátil na slovenský antimonopolní úřad, ten dosud (dle informace z listopadu 2015) nerozhodl. V listopadu 2015 Jančura oznámil postupné opuštění této trasy: nejprve omezil provoz na tři páry vlaků denně a zrušil noční vlak, během prvního čtvrtletí opustil trať úplně. Odchod své firmy označil Radim Jančura za vítězství socialismu nad podnikáním. Uvolněnou kapacitu vozů a zaměstnanců chtěl Jančura využít v Česku, kde chtěl prodloužit soupravy až na 13 vozů. Linky Praha – Košice se omezení nemělo dotknout.
Dne 31. ledna 2017 vyjel RegioJet mezi Bratislavou a Košicemi naposledy. Dopravce tento krok zdůvodnil diskriminačními podmínkami na trhu.

### Praha – Košice
Od poloviny října 2014 zavedl Regiojet denní pár spojů v trase Praha – Košice (se stanicemi Praha hlavní nádraží, Olomouc hlavní nádraží, Ostrava-Svinov, Čadca, Žilina, Vrútky, Ružomberok, Liptovský Mikuláš, Štrba, Poprad-Tatry, Kysak, Košice).
14. června 2015 zavedl RegioJet noční vlaky v trase Praha – Košice a zpět, a to v rozsahu tří párů spojů týdně (ve čtvrtek, v pátek a v neděli). Oproti stávajícím linkám zde navíc poskytoval snídani zdarma, stálý dohled bezpečnostního personálu; od 1 do 4 hodin byl ve vlaku noční klid a na tu dobu personál zapůjčoval cestujícím deky, na požádání personál cestující před jejich výstupní stanicí vzbudil. Od změny jízdního řádu v prosinci 2015 byl provoz rozšířen na každodenní a byly přidány lehátkové a lůžkové vozy. Třebaže se jedná o dvě cenové třídy, ve skutečnosti šlo o lehátkové vozy, které měly v každém kupé šest lehátek. V případě, že cestující vyžadoval lůžko, byla v kupé využita pouze tři lehátka, zbylá tři zůstala nevyužita.

### Praha – Zvolen
Zahájení provozu na trase Praha – Žilina – Banská Bystrica – Zvolen ohlásil RegioJet k 13. prosinci 2015.

### Staré Město – Praha
Jeden pár spojů denně v trase Staré Město – Otrokovice – Hulín – Přerov – Olomouc – Zábřeh na Moravě – Česká Třebová – Pardubice – Praha zavedl dopravce od 13. prosince 2015. Ranní spoj jel do Prahy, večerní zpět.

### Praha – Brno – Bratislava
Celkem tři páry spojů začal dopravce provozovat od 11. prosince 2016 mezi Brnem a Prahou. Všechny tři spoje dále pokračovaly, z toho dva spoje jely dále do Bratislavy, jeden spoj jel přes Břeclav do Starého Města. Dopravce tyto spoje chtěl získat místo Českých drah. Správa železniční dopravní cesty nakonec 30. listopadu rozhodla s ohledem na to, že počet žádostí přesáhl kapacitu dráhy, musela postupovat podle zásad procesu koordinace žádostí a prioritních kritérií. V případě trasy Praha – Brno – Bratislava s odjezdem z Prahy hl. n. v 15:19 a v opačném směru z Brna v 7:09 byla přidělena kapacita dopravní cesty dopravci RegioJet, a to na základě skutečnosti, že dané spoje zajišťují dle objednávky dopravní obslužnost v mezinárodním rozsahu. Spoje z Prahy hl. n. v 17:19 do Starého Města a v opačném směru v 6:09 z brněnského hlavního nádraží byly dopravci schváleny na základě četnosti spojů, kdy dopravce zažádal o kapacitu uvedených spojů denně a jedná se o větší rozsah dopravní obslužnosti.
V únoru 2017 začal dopravce na této lince poprvé nabízet třídu Low Cost s nižší cenou a omezeným servisem. Samotný dopravce tento krok odůvodnil tím, že velká část cestujících část služeb ráda obětuje výměnou za výhodnější jízdné, a společnost si nižší výnos z jednotlivé jízdenky vynahradí větší kapacitou.
Od prosince 2017 dopravce zrušil spoj do Starého Města, přidal jeden spoj navíc a tak provozuje do Bratislavy čtyři páry vlaků. Vlaky v Brně navíc zastavují v zastávce Brno-Židenice.

### Praha – Brno – Vídeň
Od prosince 2017 začal dopravce ve spolupráci s Graz-Köflacher Bahn und Busbetrieb provozovat čtyři páry vlaků z Prahy přes Brno do Vídně. Vlaky končí na hlavním vídeňském nádraží a po cestě zastavují navíc na stanici Wien Simmering. Vlaky v Brně navíc zastavují v zastávce Brno-Židenice.

### R8 Brno – Přerov – Bohumín
Ministerstvo dopravy přidělilo dopravci RegioJet od 15. prosince 2019 do roku 2027 rychlíkovou linku R8 z Brna do Bohumína. Rozsah dopravy se tak má zvýšit téměř o jednu pětinu.Tyto objednávané vlaky nebudou povinně místenkové.

### R23 Kolín – Mělník – Ústí nad Labem
Ministerstvo dopravy přidělilo dopravci RegioJet od 12. prosince 2021 do roku 2028 rychlíkovou linku R23 z Kolína do Ústí nad Labem. Rozsah dopravy se tak společnosti opět zvýšil.Tyto objednávané vlaky nebudou povinně místenkové.

### Regionální doprava v Ústeckém kraji
RegioJet v roce 2018 vyhrál poptávkové řízení na provoz regionálních vlaků v Ústeckém kraji (Regiotakt). RegioJet bude své jednotky provozovat na šesti tratích v Ústeckém kraji s elektrickým provozem. Smlouva platí od 1. prosince 2019 do 1. prosince 2029.
Jde o trasy:
- U7 Ústí nad Labem-Střekov – Děčín
- U5 Ústí nad Labem – Úpořiny – Most
- U13 Most – Žatec západ
- U32 Ústí nad Labem – Litoměřice – Štětí (okrajové výkony)
- U24 Teplice – Litvínov (okrajové výkony)
- Kadaň-Prunéřov – Kadaň (okrajové výkony)

Pro provozování této dopravy byla založena dceřiná společnost RegioJet ÚK a.s.
První dva roky zde mají jezdit motorové jednotky 628.2, pak je má nahradit 7 nových polských elektrických nízkopodlažních jednotek řady 654 (Pesa Elf.eu).

#### Elektrická páteř
Od prosince 2026 má RegioJet provozovat další regionální vlaky v Ústeckém kraji. Plánoval nasadit opět elektrické jednotky Pesa Elf.eu, nakonec si však objednal RegioPantery. Soutěž byla napadena odbory a ČD, tudíž nebylo jisté, jestli bude moci vyjet nebo se soutěž bude opakovat. Potvrzeným vítězem se pak stal v březnu 2024. Kraj díky tomu ušetří 3 miliardy korun.

## Autobusová doprava

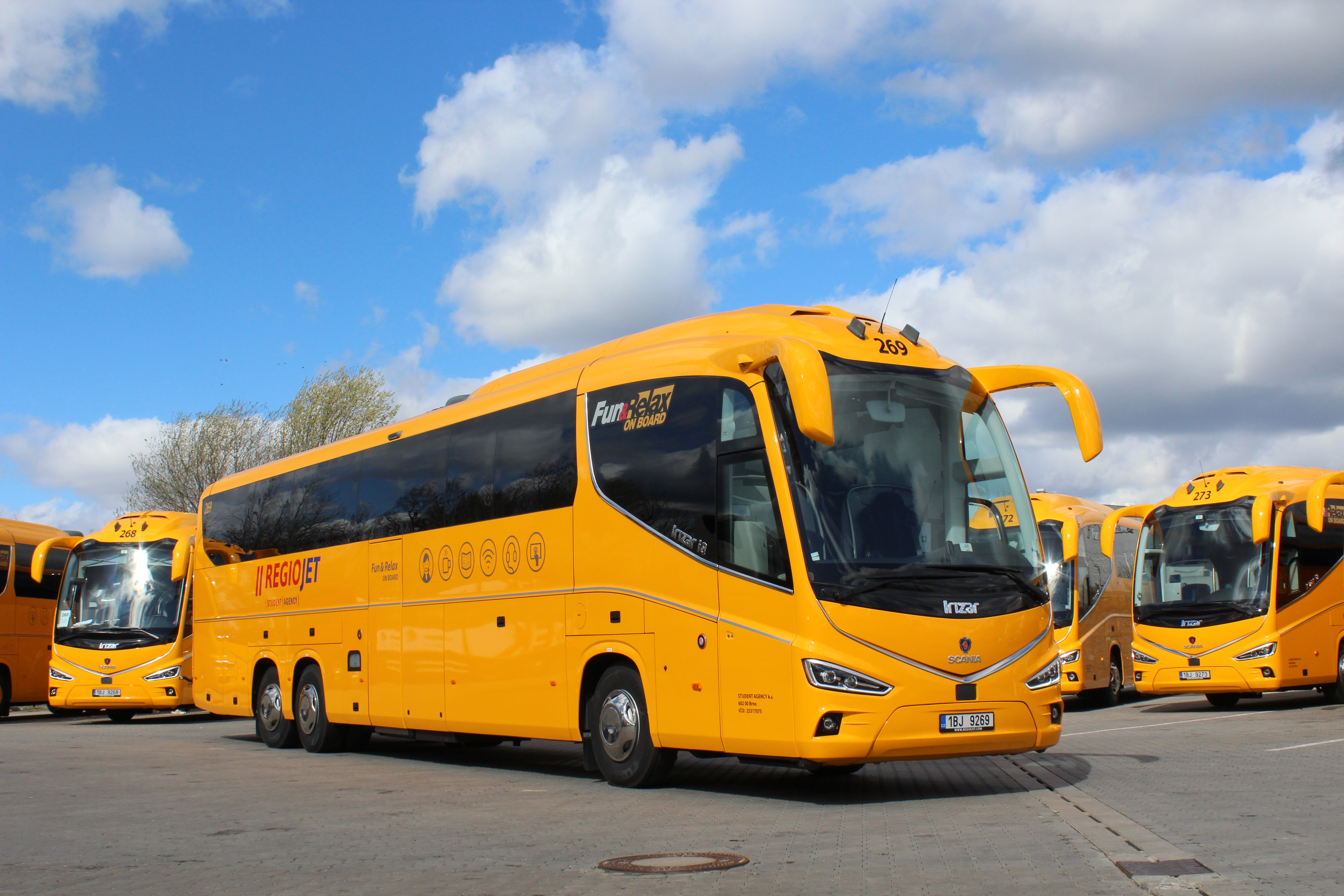
RegioJet Irizar i8

Slovenské společnosti RegioJet udělil 13. ledna 2015 Banskobystrický samosprávný kraj licenci k provozování nedotované autobusové linky Banská Bystrica – Nitra – Bratislava. RegioJet zahájí provoz v pondělí 2. února 2015. Na linku budou nasazeny zcela nové autokary Irizar na podvozku Volvo s výbavou FUN & RELAX ve žlutém provedení.
Na 18. listopadu 2015 oznámil RegioJet zahájení provozu autobusové linky Bratislava – Vídeň, kde tak bude konkurovat autobusovému dopravci Slovak Lines. Rozsah provozu má být 16 párů spojů denně.
V listopadu 2015 Radim Jančura oznámil, že chce autobusové linky Student Agency na jaře 2016 postupně převést na značku RegioJet, kterou používá pro železniční dopravu, což prý bude pro cizince srozumitelnější, protože příběh firmy Student Agency lidé za hranicemi neznají a je to nepraktický název pro dopravní firmu. Pod značkou RegioJet zavádí i autobusové linky na Slovensku a ze Slovenska do Rakouska. 4. dubna 2016 byl rebranding autobusové dopravy oficiálně zahájen, logo je postupně měněno na autobusových nádražích, autobusech, v informačních hlášeních, na informačních a propagačních materiálech, prodejních místech a internetových stránkách. Radim Jančura chce RegioJet prezentovat jako jednotnou vedoucí středoevropskou síť autobusových a vlakových spojů s přepravními službami špičkové kvality.
V roce 2025 autobusová flotila RegioJet obsluhovala kromě měst v České republice také města v Polsku, Německu, Francii, Spojeném království, Švýcarsku, Itálii, Chorvatsku, Maďarsku a Slovensku. 
Autobusovou flotilu tvoří, kromě již starších zmíněných španělských autobusů Irizar, také 10 nových vozů řady Irizar i8 pořízených v roce 2020. Tyto vozy jsou 61místné a mají celokožené sedačky se zabudovanými obrazovkami s multimediálním systémem. Celkově je počet vozů Irizar 79 ks (2025). V roce 2023 začaly být provozovány autobusy Setra, která ve třídě Relax nabízí i samostatná křesla v řadě pouze pro jednoho a panoramatický výhled.

## Prodej jízdenek

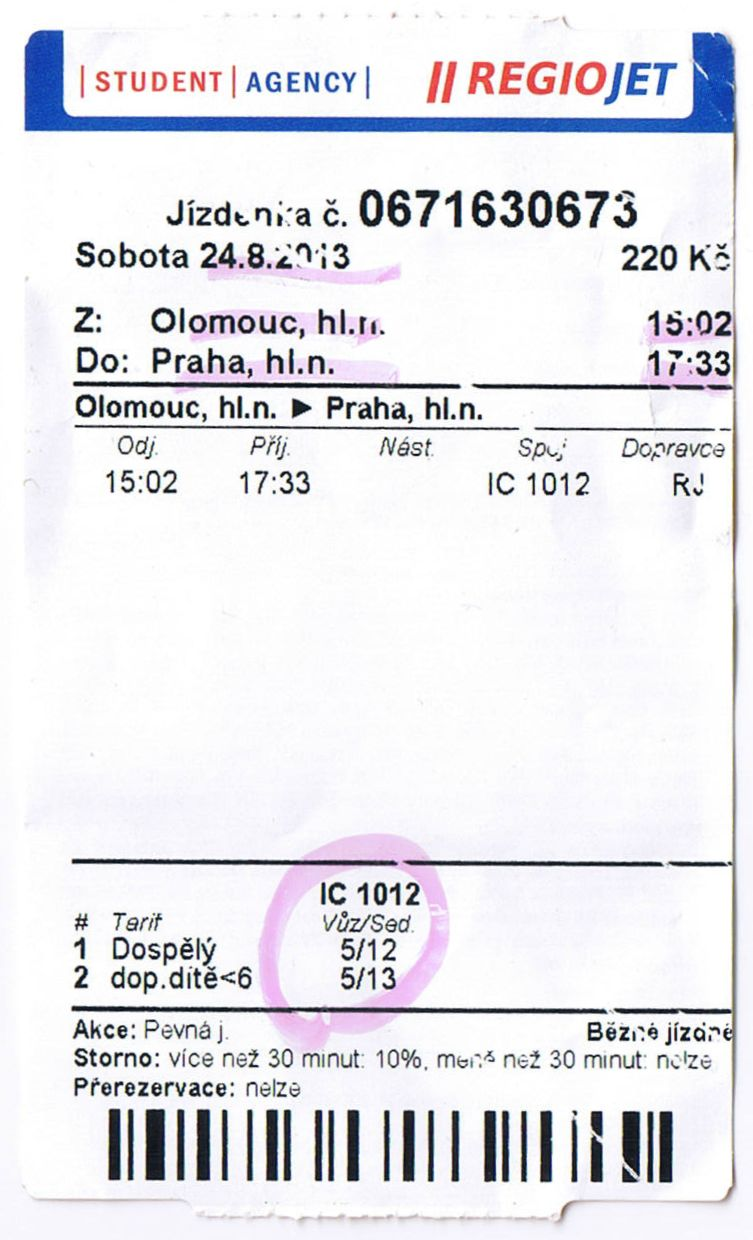
„Pevná“ jízdenka RegioJetu

### Prodejní místa

#### První pobočky
14. dubna 2011 otevřel RegioJet na pražském hlavním nádraží vlevo od ČD centra svou první prodejní kancelář. Do zahájení předprodeje pro vlaky RegioJet sloužila pro prodej mezinárodních železničních jízdenek z prodejního a rezervačního systému DB Bahn (které nabízí i sousední kancelář ČD Travel), prodej autobusových jízdenek Student Agency express a prodej doplňkových služeb, například cestovního pojištění, či zprostředkovávat ubytování a služby autopůjčoven. První mezinárodní železniční jízdenku prodal v den otevření ve 12:05 na vlak z Prahy do Düsseldorfu. V červnu otevřel další prodejní místo v témž podlaží, a to vpravo od ČD centra. Kolem 20. dubna zahájil prodej železničních jízdenek i v centrále Student Agency v Brně a v pobočce v Praze v Ječné ulici, v ostatních prodejních místech SA je možné železniční jízdenky objednat. V dalších týdnech byla spuštěna možnost internetového a telefonického nákupu jízdenek.
Dne 29. dubna 2024 otevřela společnost RegioJet v Praze na Hlavním nádraží nový salónek (lounge) pro své cestující. Ti mají přístup do salónku šedesát minut před odjezdem svého vlaku. V salónku je k dispozici pro cestující káva, voda a samoobslužný zmrzlinovač. K dispozici jsou zde i toalety a denní tisk. Kapacita salónku je 104 osob.

#### Aktuální stav
V roce 2023 má RegioJet 37 vlastních prodejních míst, 34 je pod značkou RegioJet, 2 místa jsou pobočky Student Agency v Praze a v Ostravě a v neposlední řadě i prodejní místo v samém sídle společnosti v Brně. 29 poboček RegioJet se nachází v Česku, 4 na Slovensku a 1 v Rakousku. Mimo těchto 37 kamenných poboček řadí RegioJet mezi oficiální prodejní místa i dva prodejní automaty firmy Arriva ve stanicích Poděbrady a Nymburk hl.n.  

### Vzájemné prodávání jízdenek mezi dopravci
RegioJet žádal České dráhy, aby mu poskytovaly provizní prodej jízdenek, protože je zákonná povinnost prodat jízdenku na danou trasu bez ohledu na to, kolik dopravců se na přepravě podílí, ale České dráhy o tom odmítly jednat. Rovněž odmítly uzavřít provizní smlouvu, aby RegioJet mohl prodávat jízdenky pro vlaky Českých drah. RegioJet proto čekal na zásah Úřadu pro hospodářskou soutěž.
Po nástupu Rusnokovy vlády a výměně vedení Českých drah v srpnu 2013 nový ředitel ČD Dalibor Zelený oznámil, že už zahájil jednání s RegioJetem i s LEO Expressem. Kromě vzájemného prodeje jízdenek (které předpokládá i propojení rezervačních systémů) je podle idnes.cz předmětem jednání i vzájemné uznávání jízdenek. Vedení RegioJetu uvítalo možnost prodávat jízdenky Českých drah a vyjádřilo souhlas s tím, aby ČD prodávaly jízdenky RegioJetu. Rovněž vedení Leo Expressu uvítalo snahu ČD o dohodu.

## Zaměstnanci
Pro vlakový provoz dopravce RegioJet jsou zaměstnanci centralizováni do výjezdových míst. Pro meziměstské linky se jedná o stanice Praha-Malešice (dříve Praha-Smíchov), Brno hl. n., Havířov, Bratislava hl. st., Žilina (pouze strojvedoucí) a Košice (pouze stevardi a vlakvedoucí), pro linku R8 se jedná o stanice Brno-Královo Pole a Bohumín. (grafikon 2022/2023)
Dopravce se slovenskému státu zavázal, že zaměstná slovenské železničáře. 15. března 2011 vydal tiskovou zprávu, že na Slovensku zahájil nábor 80 zaměstnanců na pozice manažerů, strojvedoucích, vlakvedoucích – stevardů i pokladních.
Od dubna 2011 hledal pro trať Praha–Žilina strojvedoucí s praxí. V dubnu 2011 spustil ve spolupráci s Ekonomickou fakultou VŠB – TU Ostrava nábor SuperStevardů a SuperStevardek pro trať Praha – Ostrava.
Stevardi a stevardky nosí jako uniformu růžovofialové košile a blůzy, tmavošedé nebo černé kalhoty nebo sukni a černé boty. V chladných obdobích volitelně doplněné o šedý svetr s růžovofialovými detaily.

## Vozidlový park

### Původní plány HighJet
V červnu 2007 Radim Jančura oznámil, že již probíhá výběrové řízení na pět souprav v typické žluté firemní barvě (v prosinci 2007 upřesnil, že půjde dohromady o šest souprav, z toho jednu rezervní) pro trať Praha–Ostrava. Výběrového řízení se účastnily firmy Siemens a Stadler, design vlaku se měl blížit vlakům ICE 3, jezdícím v Německu.
V nabídce na provozování rychlíkových linek, podané ministerstvu dopravy v červnu 2009, Student Agency navrhovala dopravu novými vlaky Siemens Desiro ML (50 souprav po třech až čtyřech vozech, soubor linek 1 a 2 – elektrické jednotky) a Desiro Classic (35 souprav, soubor linek 3 – dieselové jednotky).
V první polovině roku 2010 proběhly v tisku a na internetu zprávy, že Jančura uvažuje o nákupu 60 použitých vozů Talgo, ten se však neuskutečnil.

### Dieselové jednotky

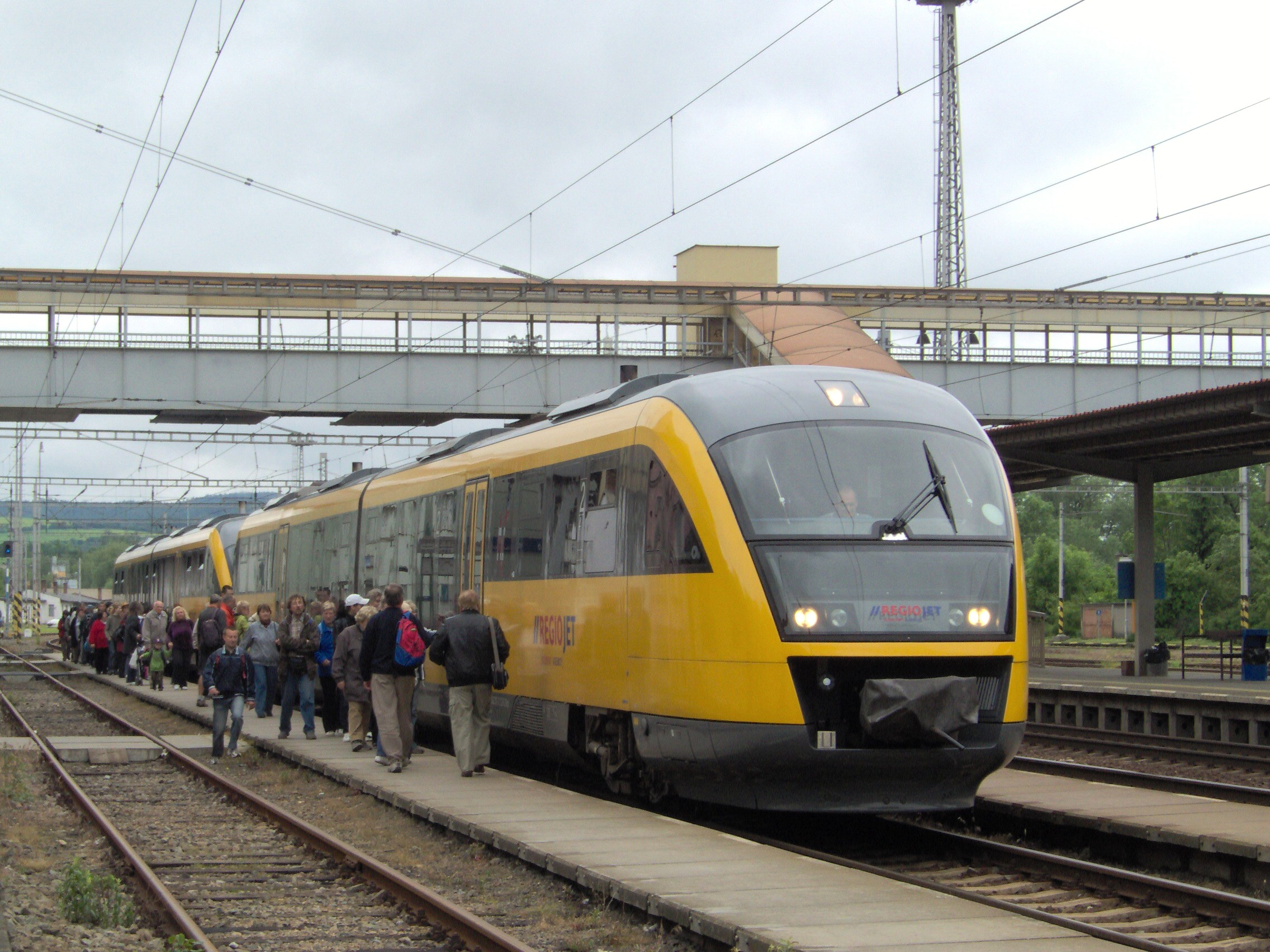
Souprava jednotek Desiro ve Skalici nad Svitavou

Na jaře 2010 RegioJet pořádal v České republice propagační jízdy jednotkami Siemens Desiro vypůjčenými od leasingové firmy.

#### Bombardier Talent
Na slovenské lince měl RegioJet zajišťovat dopravu moderními dieselovými klimatizovanými jednotkami Bombardier Talent. Pro zkušební a prezentační jízdy na slovenské trase od 26. do 28. dubna 2011 si zapůjčil od německého dopravce Eurobahn ze skupiny Keolis soupravu v bílé barvě, která v pravidelném provozu jezdí na linkách RB 71 a RB 73 v okolí Bielefeldu v Severním Porýní-Vestfálsku (podle SME v okolí Berlína), jednotka je registrovaná na společnost Prignitzer Eisenbahn-Gesellschaft (PEG), patřící pod skupinu Netinera, německou dceřinou společnost Italských státních drah (FS), která vznikla za účelem převzetí německé části Arriva od koncernu DB. Pro provoz linky si má RegioJet od roku 2012 na 9 let zapůjčit na operativní leasing 9 podobných jednotek, starých asi pět let, ty vybaví slovenskými a možná i maďarskými nápisy. Soupravy jsou vybaveny kamerovým systémem v interiéru.

#### Siemens Desiro
Po mnoha střetech jednotek Talent na železničních přejezdech si RegioJet zapůjčil dohromady 7 dieselových jednotek Desiro. Minimálně jedna jednotka byla poškozená na přejezdu a vyřazena z provozu, RegioJet dostal za ní náhradu v podobě stejné jednotky.
Při končení provozu na této lince jich provozoval 6.

### Lokomotivy

#### Řada 162

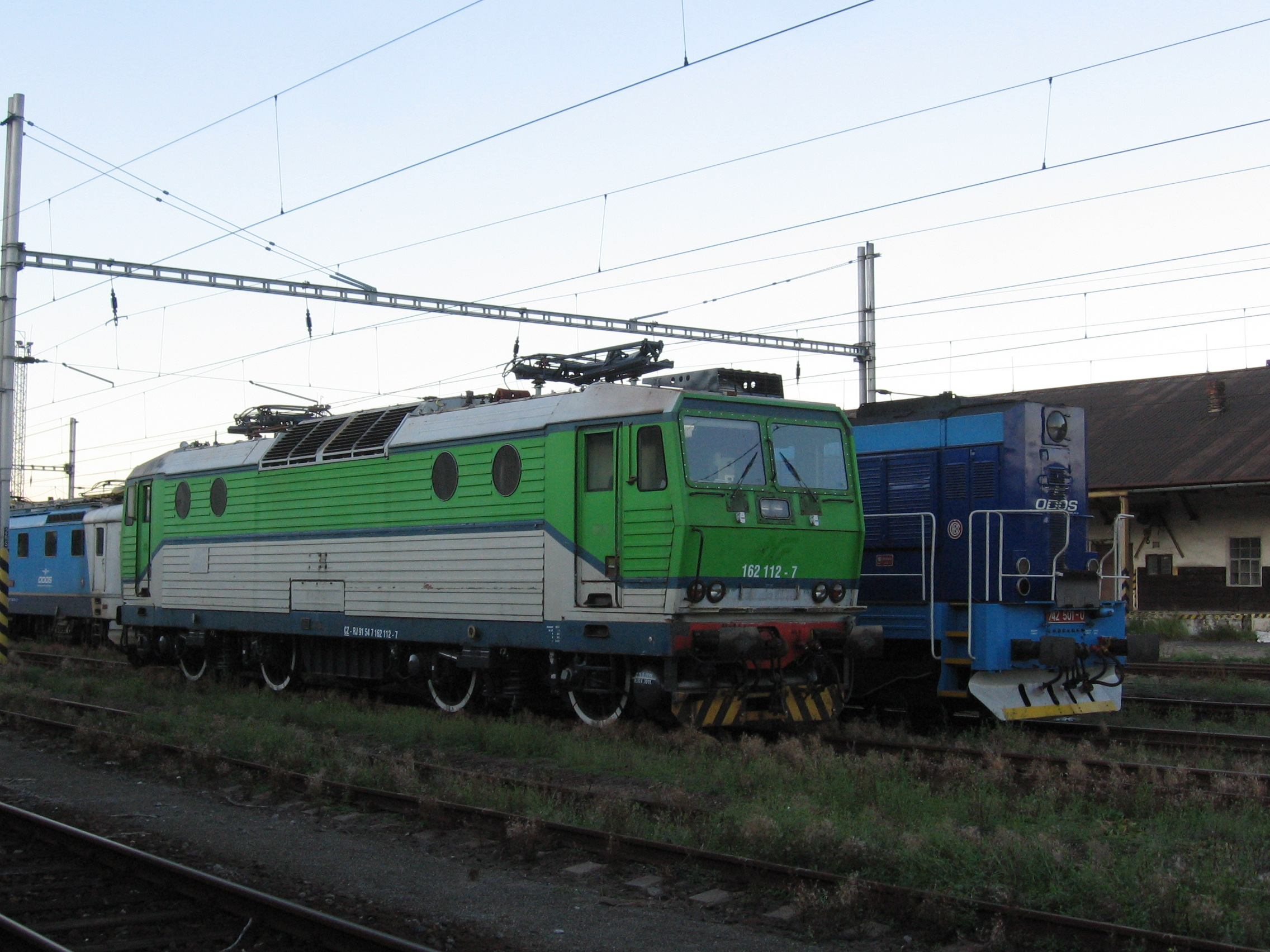
Lokomotiva řady 162 v laku, jaký si přivezla z Itálie

V květnu 2010 byl oznámen nákup devíti elektrických lokomotiv řady E 630, které v roce 1991 jako ř. 163 vyrobila Škoda Plzeň pod výrobními čísly 8853 až 8861. V polovině devadesátých let byly upraveny pro italské poměry a prodány italské společnosti Ferrovie Nord Milano, podle RegioJetu však jejich opotřebení „odpovídá zhruba tříletému provozu“ a mají dohromady hodnotu „téměř půl miliardy korun“. Kupní cena nebyla zveřejněna. Údaj ČTK o celkové ceně za nákup 400 milionů Kč RegioJet rezolutně popřel jako nesprávný.

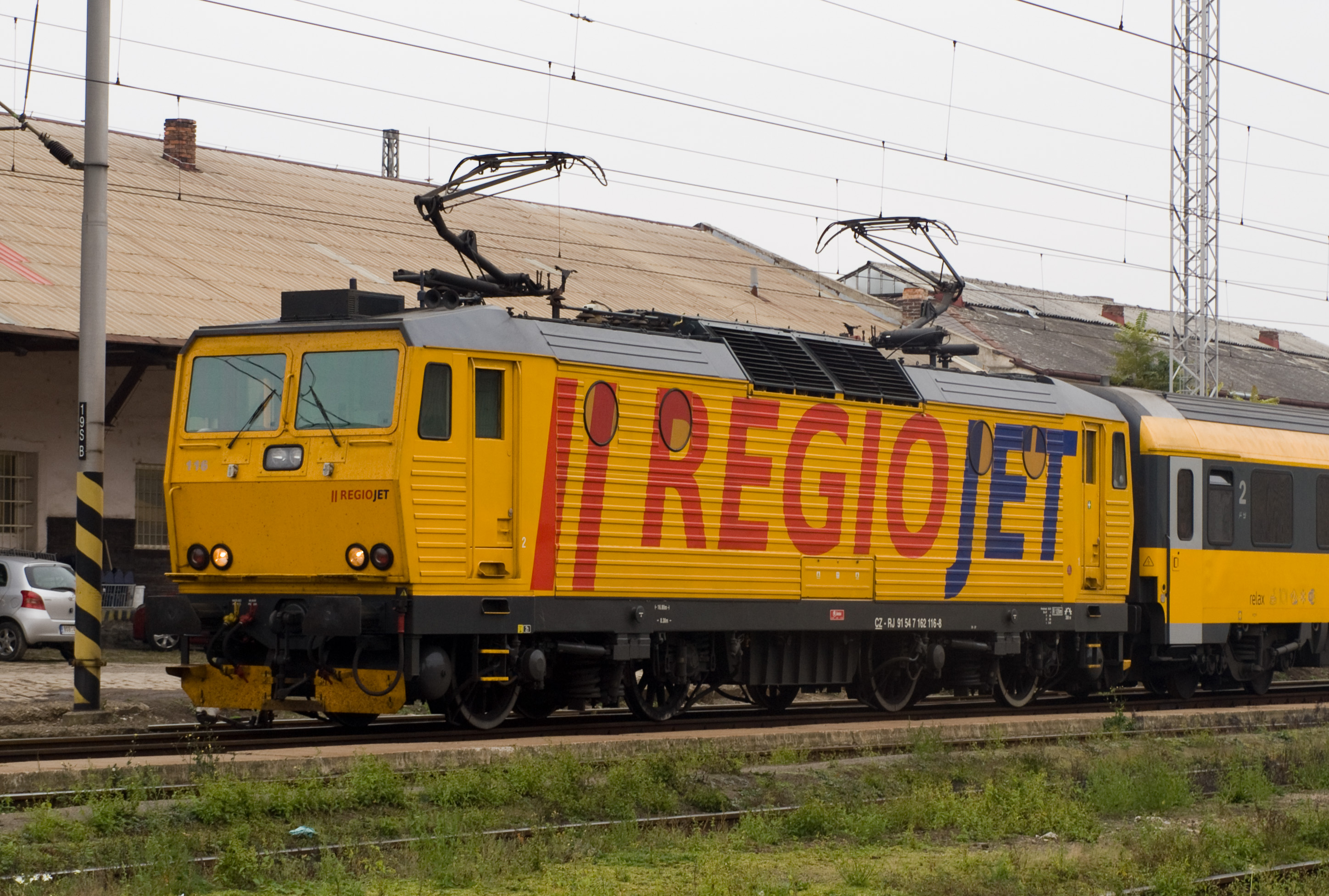
Lokomotiva řady 162 v provozu u RegioJetu

Lokomotivy byly upraveny pro provoz v ČR (tj. byla odstraněna většina úprav pro FNM) a byl změněn převodový poměr pro zvýšení maximální rychlosti ze 120 km/h na 140 km/h. Stanoviště strojvůdce je přemístěno z levé strany zpět na pravou, je odstraněno ovládání z řídícího vozu, kondenzátory filtru jsou přemístěny zpod rámu zpět do strojovny, která je tím pádem opět neprůchozí pod napětím, je instalována nová radiostanice, vlakový zabezpečovač MIREL VZ1 a elektronický rychloměr Tramex. Nově je instalováno přemostění záchranné brzdy, centrální ovládání dveří ve vozech a UIC zásuvky na čelech. Samozřejmě byly upraveny sběrače dosazením smykadel šířky 1950 mm, resp. na část lokomotiv byly dosazeny sběrače nové. Výrazné snížení odporníkové skříně elektrodynamické brzdy zůstalo zachováno. Úpravy provedla firma ČMŽO Přerov, cena úprav nebyla zveřejněna. První z 9 lokomotiv řady 162 (162.119) absolvovala technicko-bezpečnostní zkoušku 1. února 2011 na trati 330. Další testy nutné ke schválení typu lokomotiva podstoupila ještě na Železničním zkušebním okruhu v Cerhenicích, druhou testovanou lokomotivou byla 162.120. Do 11. dubna 2011 absolvovaly technicko-bezpečnostní zkoušku celkem tři lokomotivy a čekaly na schválení Drážním úřadem.
Před zahájením provozu vlastních expresů pronajímaly lokomotivy na zkoušku jiným dopravcům pro vozbu nákladních vlaků.

#### Řada  721

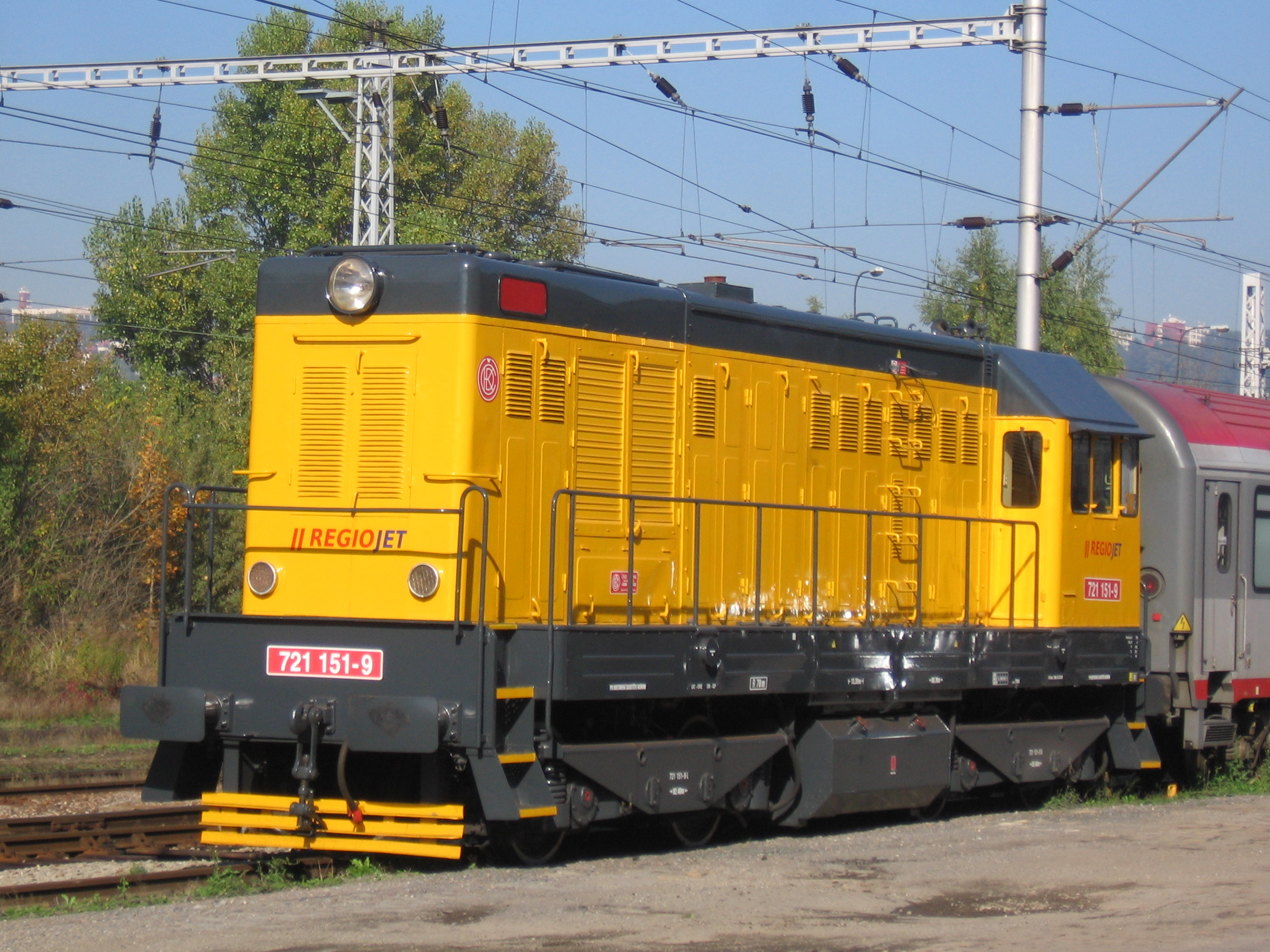
Služební lokomotiva řady 721

Pro služební účely pořídil RegioJet starší dieselovou lokomotivu. Z kovošrotu v Polance nad Odrou byl odkoupen stroj 721.151. Opraven a do firemního laku natřen byl v lokomotivních opravnách Nymburk. 5. srpna byl spolu se třemi elektrickými lokomotivami převezen do Prahy-Zličína. Lokomotiva sloužila od 2010 do roku 2017 pro převážení vozů mezi dílnami na Zličíně a obratištěm na Smíchovském společném nádražím přes Pražský semering a také jako posunovací lokomotiva na Pražském smíchově. Od roku 2017 kdy tuto funkci převzala lokomotiva 740 se Hektor stal provozní zálohou.

#### Řada 703
Od roku 2013 vlastní RegioJet lokomotivu 703.602, která je určena pro lehký posunu na Smíchově, případně naváží vozy na hlavní nádraží, když je potřeba posilnit opožděnou obratovou soupravu.
RegioJet tuto lokomotivu v roce 2019 dopravil do Dyko Kolín, kde slouží k neznámým účelům.
V únoru 2023 po komplexní opravě ve vlastních dílnách na Zličíně byla opět vypravena do provozu.
Rychlost této lokomotivy je 40 km/h.

#### Siemens Vectron MS

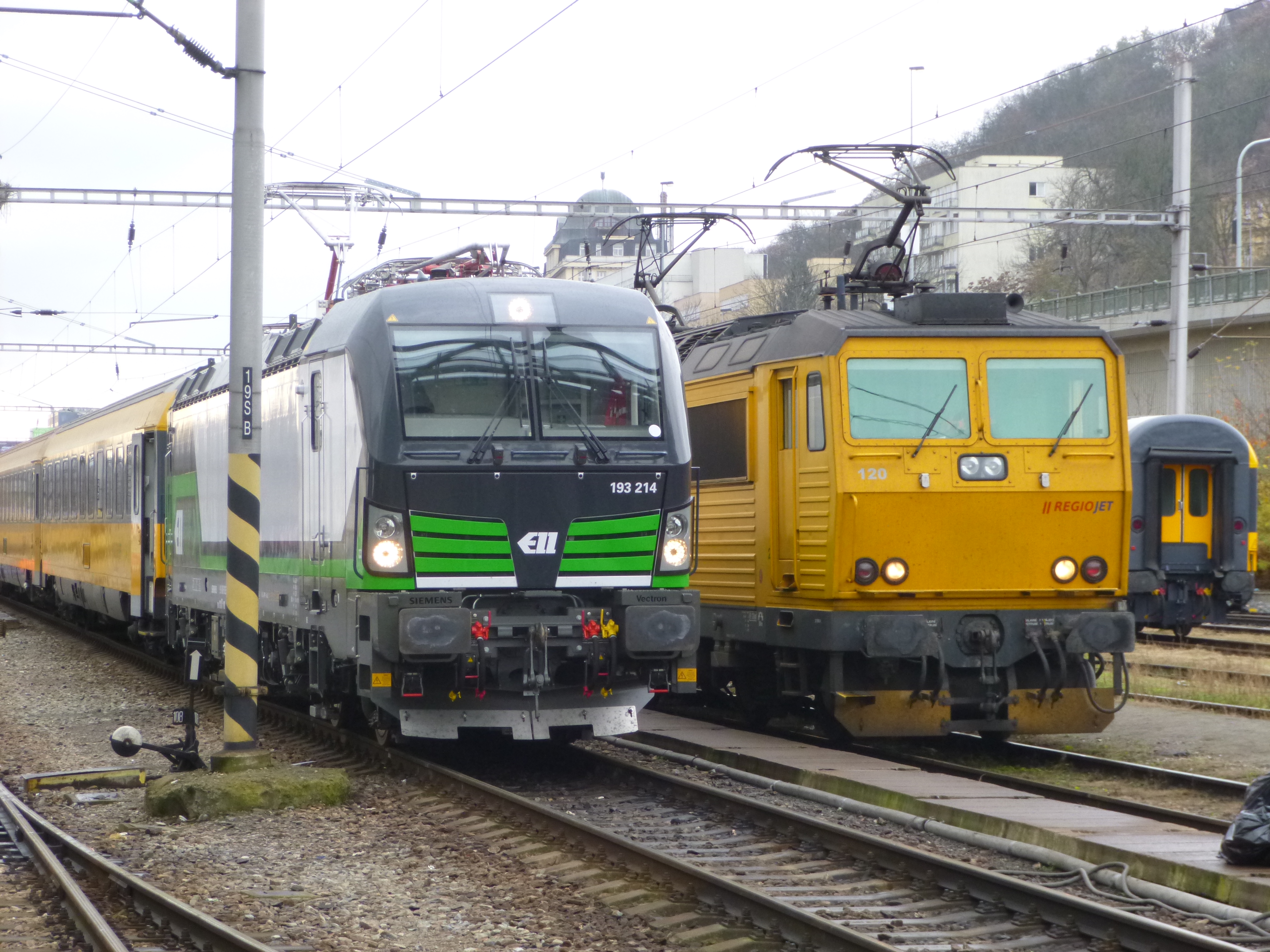
RJ IC 1007 s lokomotivou Siemens Vectron

Pro linku Bratislava–Košice si RegioJet v roce 2014 dlouhodobě pronajmul od společnosti ELL 3 lokomotivy Vectron MS (205, 206, 214). Během roku 2015 si RegioJet dlouhodobě pronajmul další dvě (226, 227). Všech těchto 5 lokomotiv obdrželo korporátní vzhled, RegioJet měl možnost tyto lokomotivy po 10 letech od provozování odkoupit za symbolickou cenu.[zdroj?]
Od roku 2016 se u RegioJetu objevila i šestá lokomotiva pro linku Praha-Brno-Bratislava. V roce 2019 si zapůjčil dalších 8 lokomotiv pro rozjezd linky R8.
V roce 2020 RegioJet získal zakázku na statní postrky, kde tyto lokomotivy také provozoval.
Lokomotivy 193.2 jsou pro rychlost 160 km/h
Lokomotivy 193.7/8 jsou pro rychlost 200 km/h
V roce 2023 disponuje RegioJet již jen dvěma kusy těchto lokomotiv v pravidelném provozu. Po postupných dodávkách lokomotiv TRAXX MS3 docházelo k navracení propůjčených lokomotiv zpět ELL.

#### Řada 740
Od 4. dubna 2017 provozuje RegioJet lokomotivu 740.832, ta byla odkoupena od Velkolomu Čertovy schody, pro které byla lokomotiva již nadbytečná. RegioJet tuto lokomotivu pořídil z důvodu větší tažné síly, která byla u lokomotivy 721 o dost menší a tudíž mohla přepravovat méně vozů. Lokomotiva nebyla do teď lakována. Lokomotiva převzala výkony Hektora. V roce 2021 byla provedena generální oprava a tudíž její výkony převzala lokomotiva 721.
V roce 2020 byla také vyslána při námrazách na linku R8.

#### Bombardier TRAXX MS 2e

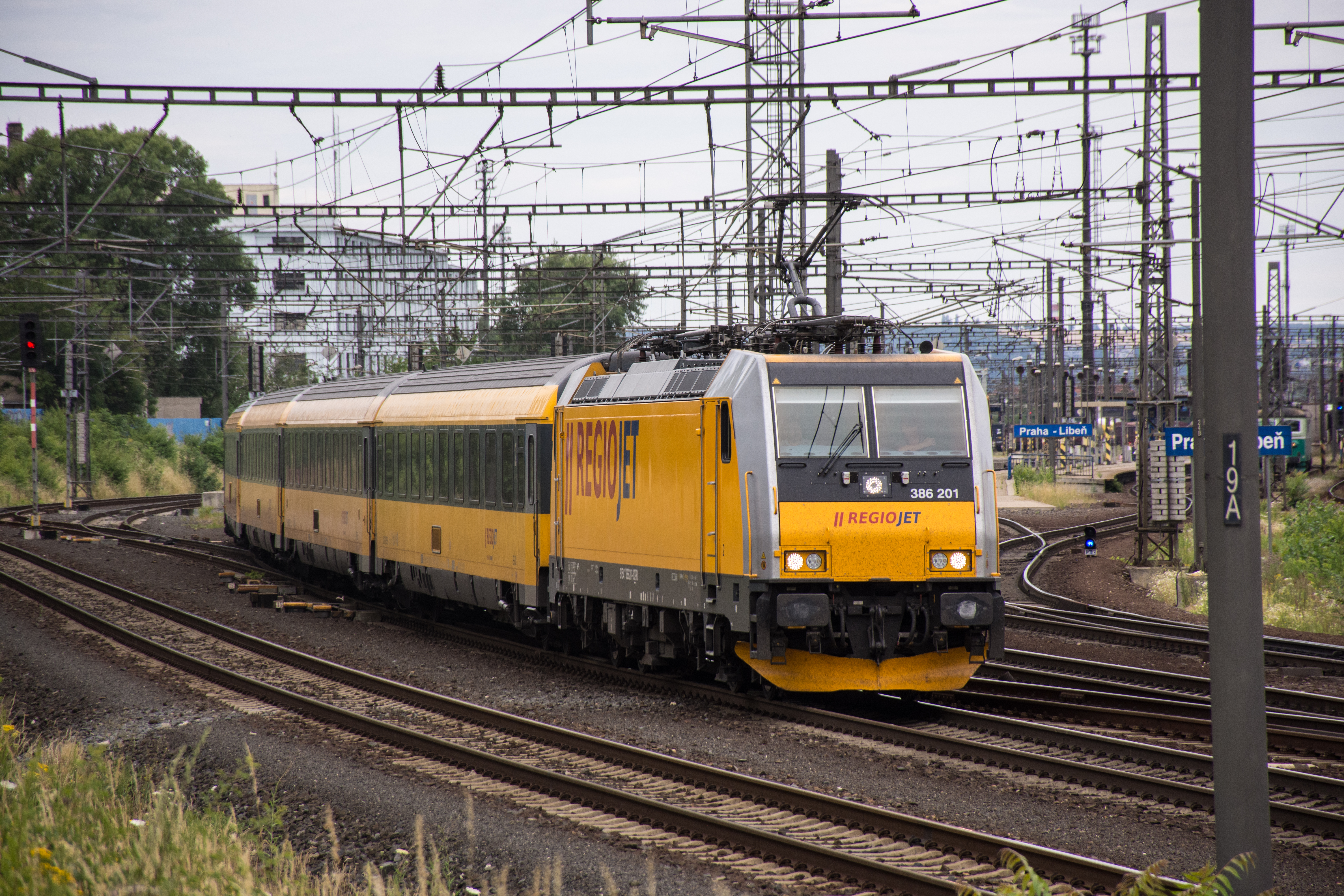
Lokomotiva Traxx MS2 řady 386.2

V roce 2017 byla mezi RegioJetem a Bombardierem podepsaná smlouva, která zahrnovala nákup lokomotiv Traxx MS2 a opci na dalších 20. Lokomotivy byly převážně určeny na trasu Praha-Brno-Vídeň/Bratislava. V roce 2018 došlo k dodávce 4 kusů, další 4 však již po dohodě mezi oběma stranami dodány nebyly.[zdroj?]

#### Řada 110
Další lokomotiva kterou RegioJet "zachránil" je lokomotiva 110.021, kterou si RegioJet koupil od ZSSK Cargo a nechal ji společností WYNX Pool zrekonstruovat. Po čas rekonstrukce z plánu RegioJetu sešlo a tak nakonec byla prodána WYNX Poolu. Lokomotiva měla sloužit pro vytápění souprav a staniční posun na Smíchově.
Lokomotiva je v provozu od 2020. V létě 2021 byla WYNX Poolu zapůjčena na 2 měsíce pro účely ke kterým měla původně sloužit.

#### Bombardier/Alstom TRAXX 3 MS

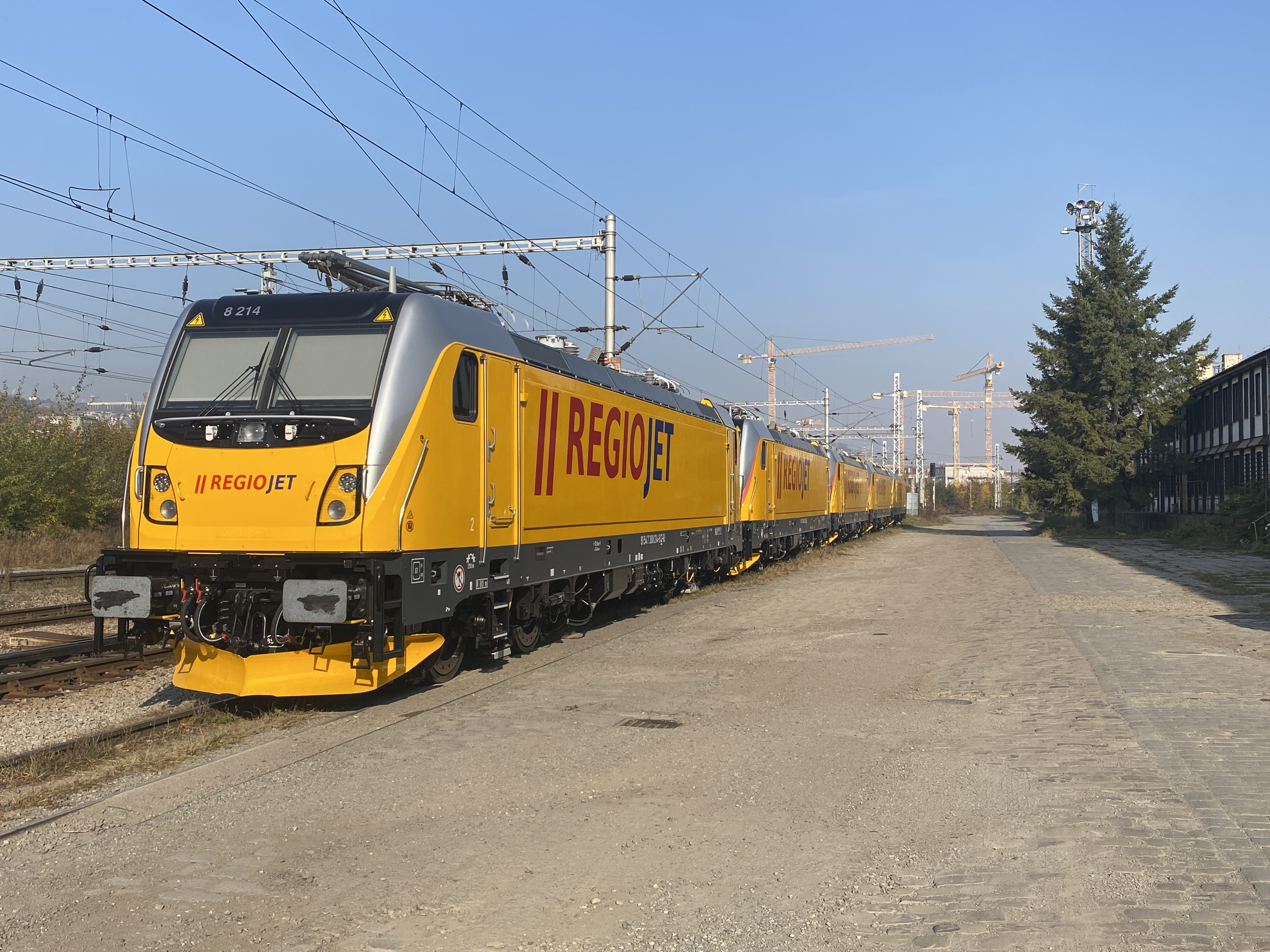
Lokomotiva Traxx MS3 řady 388.2

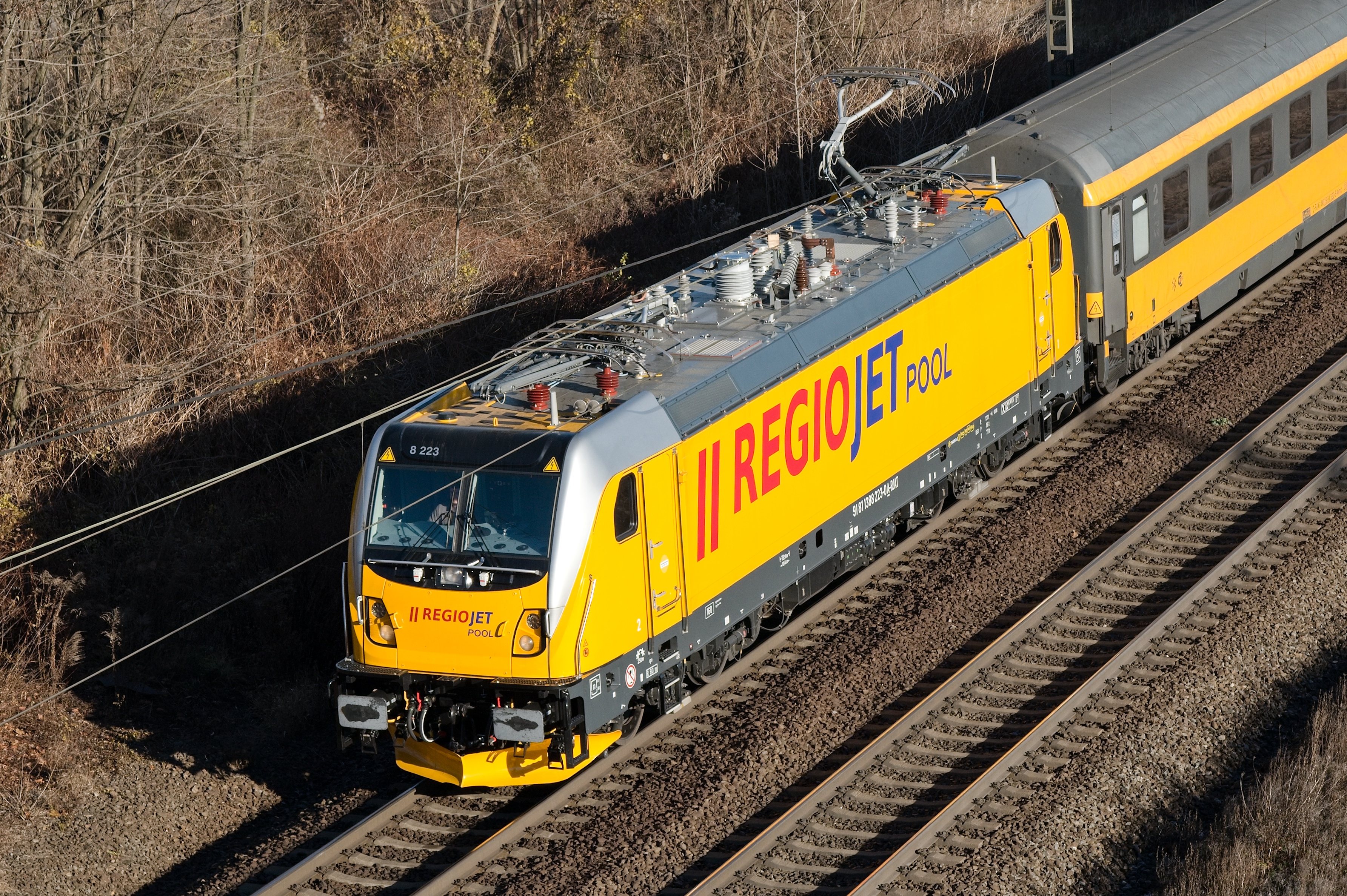
Lokomotiva Regiojet rakouské řady 1388

Dosud největší investicí RegioJetu jsou lokomotivy TRAXX 3 F160 MS. V roce 2019 RegioJet oznámil nákup 15 kusů těchto lokomotiv s opcí na desítky dalších, tento kontrakt byl navázáním na kontrakt na nákup lokomotiv TRAXX MS2e. V prosinci 2020 byly dodány první dva kusy (201 a 202). Během první poloviny roku 2021 bylo dodáno dalších 6 kusů, v říjnu téhož roku dorazilo zbylých 7 kusů, při této příležitosti RegioJet oznámil nákup dalších 3 kusů, tentokrát již od Alstomu. V roce 2023 RegioJet oznámil nákup dalších 13 kusů těchto lokomotiv.
Od roku 2022 Regiojet přebíral také lokomotivy Alstom TRAXX 3 MS registrované v Rakousku, tedy stroje rakouské řady 1388.

### Elektrické jednotky

#### Řada 654
7. března 2019 podepsal RegioJet smlouvu na nákup sedmi nových nízkopodlažních elektrických souprav od společnosti Pesa Bydgoszcz pro provoz v Ústeckém kraji. Mají být dodány v druhé polovině roku 2021 a do provozu nasazeny v prosinci 2021. V poptávkovém řízení pro tratě Ústí nad Labem – Štětí, Děčín – Ústí nad Labem-Střekov, Most – Žatec, Most – Bílina, Ústí nad Labem – Most a Teplice v Čechách – Litvínov RegioJet zvítězil nad konkurenty (České dráhy, Arriva a Leo Express) a získal smlouvu na deset let.
Vlaky s kapacitou pro 110 cestujících mají být vybavené klimatizací, wi-fi a elektrickými zásuvkami. V soupravách mají být toalety upravené pro osoby s omezenou schopností pohybu a umožnit přepravu dětských kočárků a jízdních kol. Dle ilustrace poskytnuté společnosti RegioJet mají mít vlaky zelený nátěr systému DÚK.

### Vozy

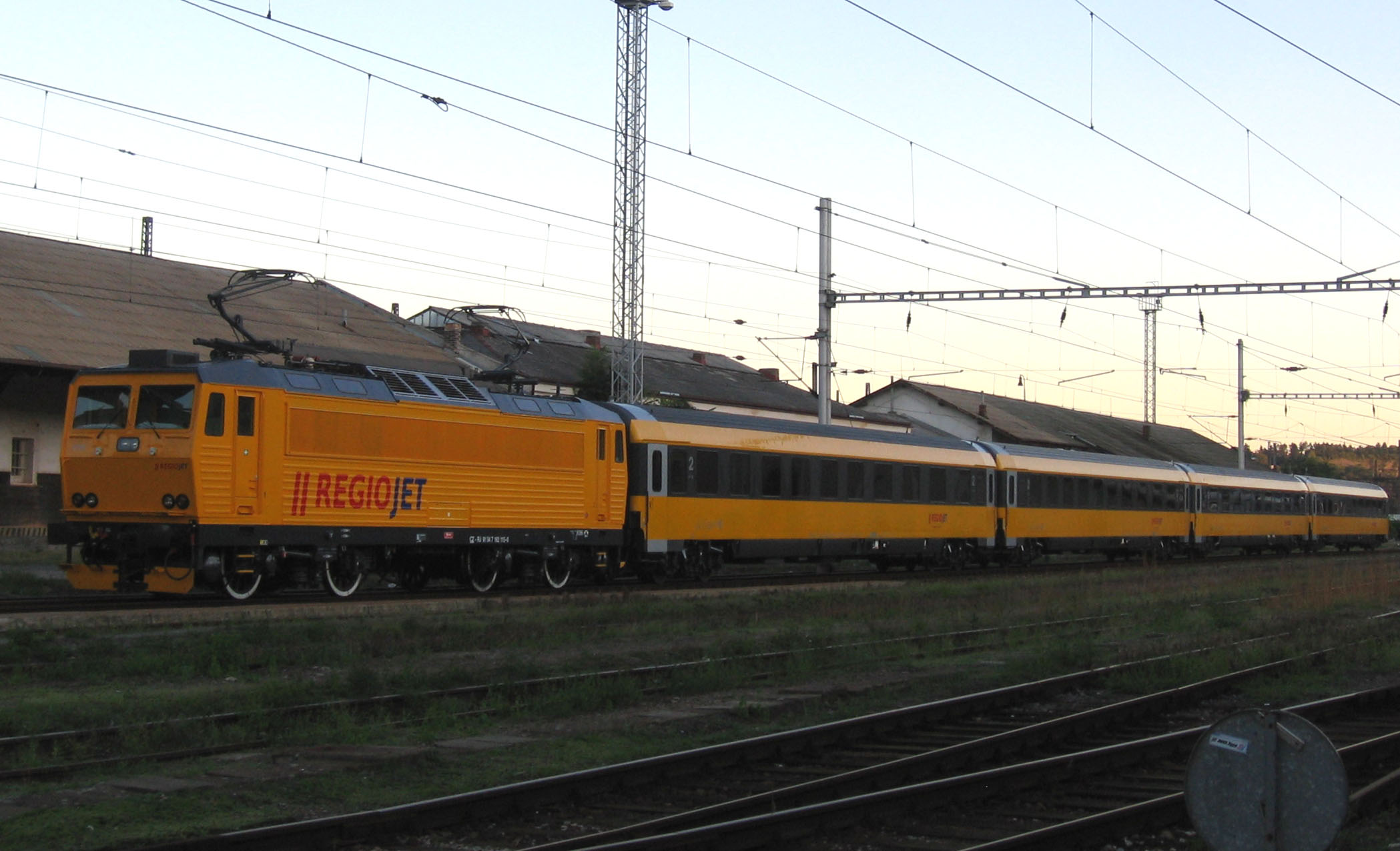
Sestava vlaku pro trať Praha–Ostrava

#### Vozy od ÖBB

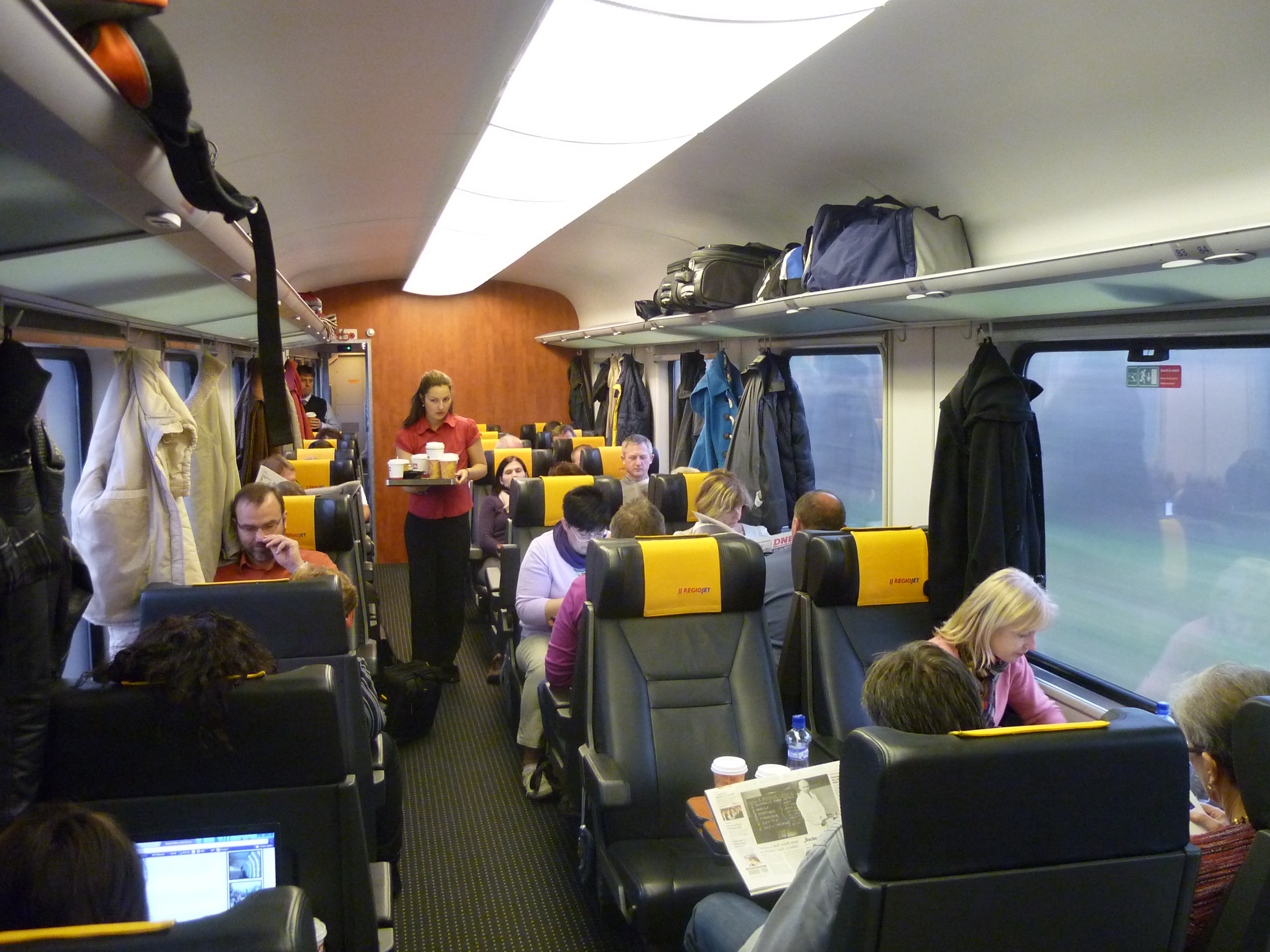
Velkoprostorová část vozu typu Relax (Ampz)

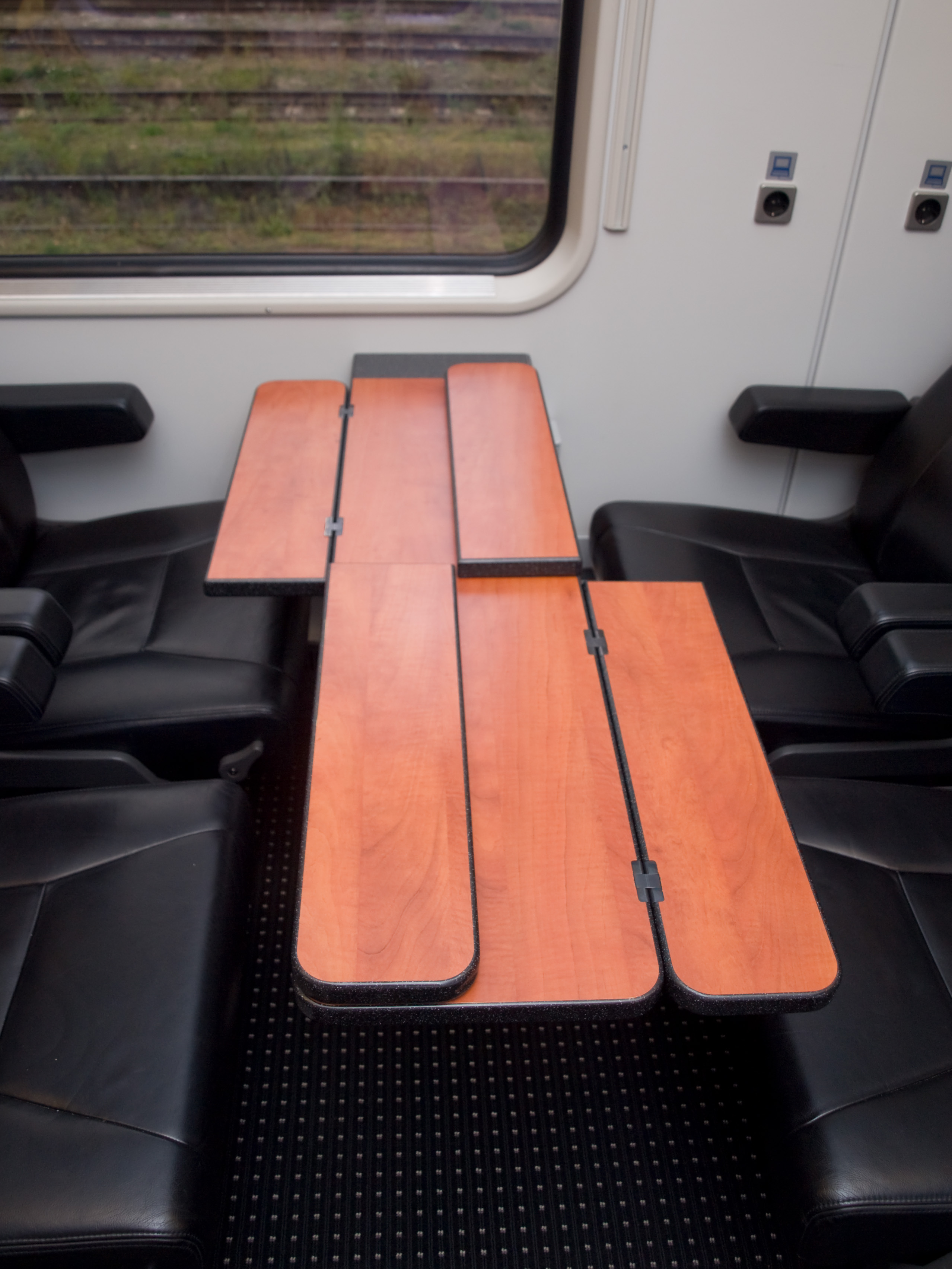
Rozkládací stolek v business oddílu vozu Relax (Ampz)

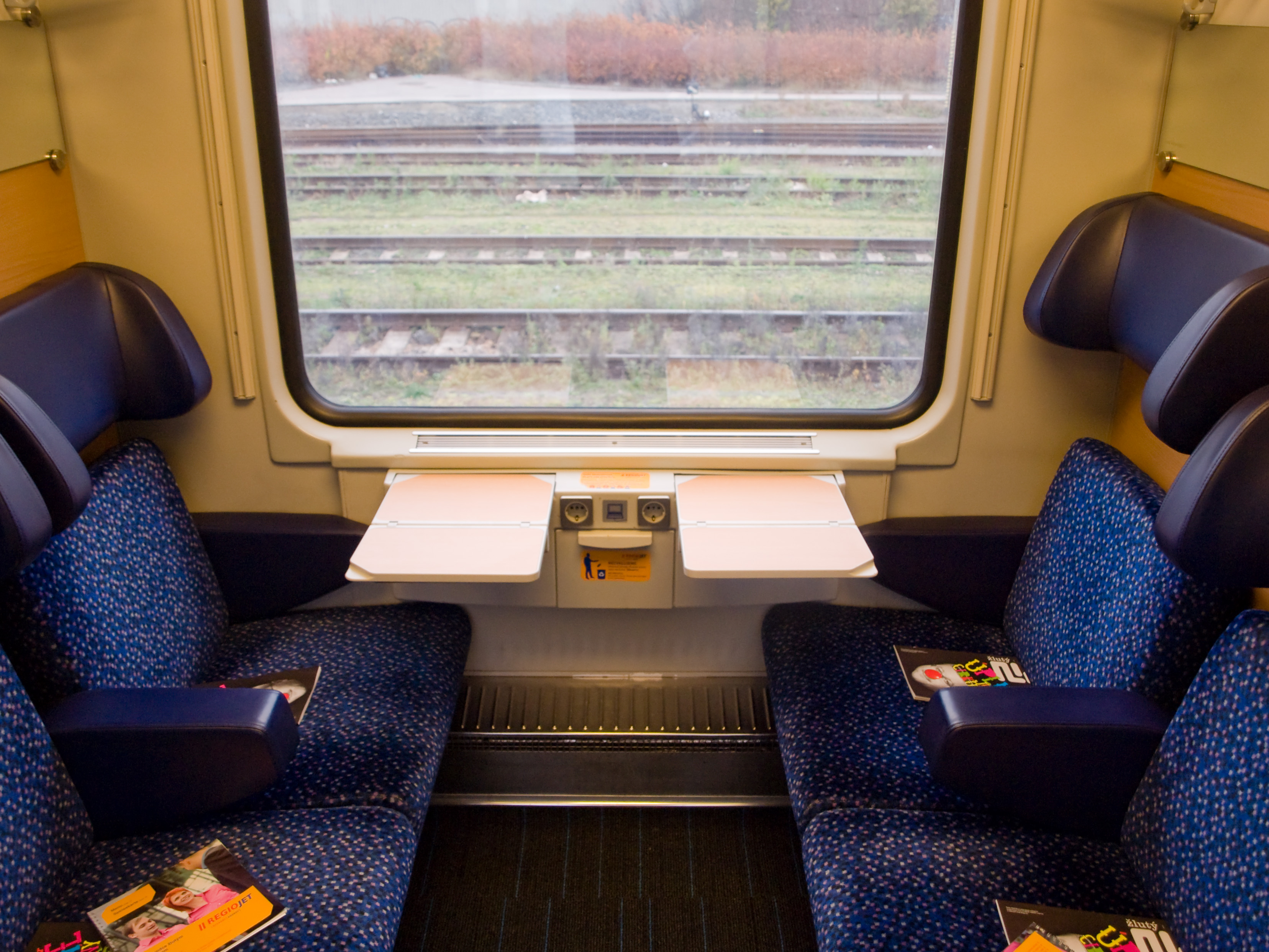
Kupé v části původní 2. třídy vozu ABmz

Počátkem června 2011 RegioJet oznámil, že již v Česku má od Rakouských spolkových drah 14 ojetých osobních vozů, vyrobených v letech 1978–1982, které již v minulosti byly rekonstruovány pro rychlost 200 km/h a mají klimatizaci, vakuové toalety a elektrické zásuvky. V rámci úprav pro RegioJet mají získat například nový lak, nové koberce apod. Lakování do korporátních barev realizuje OLPAS Moravia v Krnově, opravy a úpravy v interiéru pak METRANS DYKO Rail Repair Shop v Kolíně. Dalších 14 vozů 1. třídy a kombinovaných vozů 1. plus 2. třídy bylo od ÖBB dodáno 26. července 2011.
Celkově bylo od ÖBB dodáno 12 kusů řady ABmz 30-90, 8 kusů řady Ampz 18-91 a 8 kusů řady Bmz 21-70. Vozům zůstala původní rakouská registrace, změnila se pouze značka vlastníka vozů. Všechny dodané vozy jsou u RegioJet označeny jako druhá třída, třebaže u ÖBB sloužily vozy a části vozů řady A jako první třída. Vozy Bmz, které zpočátku nebyly nasazeny do provozu a čekají na rozsáhlejší modernizaci, nejsou vybaveny WiFi signálem.
Dodané vozy:
- 12 vozů ABmz, 61 81 30-90, vyrobeny 1978–1979 firmou SGP Simmering, podvozky SGP VS-RIC 75, modernizace 2001–2009 (některé vozy dvakrát), oddílové uspořádání (8 kupé po 6 místech), 48 míst k sezení (4 prostornější kupé, 4 menší kupé a za nimi přípravna občerstvení). V pětivozových soupravách jsou tyto vozy řazeny dva, jako druhý a jako předposlední, ve čtyřvozových soupravách byly dva vozy řazeny střídavě s vozy Ampz.
- 8 vozů Ampz, 61 81 18-91, vyrobeny 1977–1979 firmou Jenbacher jako Amz 19-71.0, podvozky FIAT Y 0270S, rekonstrukce 2002–2010. V rámci rekonstrukce v Rakousku byly 4 oddíly (kupé) upraveny na čtyřmístné Business oddíly (tj. 16 míst), zbylá část vozu na jeden velkoprostorový oddíl s 32 místy k sezení. Jsou zvenku označeny názvem Relax. V pětivozových soupravách jsou řazeny jako první, prostřední a poslední vůz, ve čtyřvozových soupravách byly dva vozy řazeny střídavě s vozy ABmz.
- 8 vozů Bmz, 61 81 21-90, část vozů vyrobena 1976–1978 firmou SGP Graz, část vozů v letech 1979–1980 firmou SGP Simmering, podvozky SGP VS-RIC 75, modernizace 2001–2009, oddílové uspořádání (kupé). Tyto vozy zatím nejsou nasazeny do provozu a čekají na rozsáhlejší modernizaci.

Od 25. července začal RegioJet nasazovat dva vozy typu ASmz. Interiér je rozdělen na část se 4 oddíly a velkoprostorovou s uspořádáním 2+1. Oproti vozům Ampz však nejsou ve velkoprostorové části klasická pevná sedadla s podporou celých zad, ale nízká volná křesla.
iDnes.cz 1. května 2012 uvedla, že RegioJet má v Česku zhruba 40 vozů, z toho v provozu jich je kolem 25.
Podle zpráv z ledna 2014 koupil RegioJet od ÖBB dalších 45 vozů téže série, z toho 27 jsou vozy 1. třídy. Vozy mají být využity k prodloužení stávajících vlaků, zejména ve špičkách, zásobu vozů chce využít i k nabídkám převzetí dosud dotovaných spojů objednávaných ministerstvem.

#### Nové rumunské vozy
V létě 2010 RegioJet vyhlásil výběrové řízení na 50 nových vozů za 50 mil. €, což je považováno za velmi nízkou cenu.
Valer Blidar, majitel rumunské společnosti ASTRA Vagoane Călători, sdělil v září 2010 rumunskému ekonomickému listu Ziarul Financiar Daily, že do konce roku 2011 má nejmenovanému odběrateli dodat 50 osobních vozů, které mají být používány v České republice, a že smlouva je těsně před podpisem. Rumunský server Financiarul.ro zprávu podal tak, že společnost zakázku na 50 vozů od nejmenované české firmy již získala. Radim Jančura však 20. září 2010 v reakci na tuto zprávu popřel, že by již bylo výběrové řízení uzavřeno a že by smlouva již byla uzavřena, že by AVC zakázku získala nebo že by bylo „před podepsáním smlouvy“, dále však odmítl záležitost komentovat s tím, výsledek výběrového řízení oznámí v říjnu či v listopadu 2010. V lednu 2011 Jančura v rozhovoru pro MF Dnes oznámil, že na trase Praha–Ostrava–Žilina bude v přechodném období užívat z menší části též operativně pronajaté vozy, protože nestihne do zahájení provozu získat dostatek vlastních vozů. Na podzim 2011 už by měly být hotové všechny vlastní vozy, avšak pronajaté vozy budou i poté vypomáhat ve špičkách. Přestože v minulosti sliboval že výrobce nových vozů odtajní do Vánoc 2010, neprozradil jej ani v lednu 2011, avšak popřel, že by důvodem zatajování byly případné potíže projektu. Sdělil, že chce projekt představit komplexně, až bude vyrobena první souprava – celkem je objednáno 6 pětivozových souprav. 11. dubna 2011 stále nebyly bližší informace o výrobci a typu vlastních vozů ani o pronajatých vozech známy.
Nasazení nových vozů je předpokládáno v průběhu roku 2012, mají být všechny zabezpečené kamerovým bezpečnostním systémem CCTV a v následujících provedeních:
- vozy Premium, které budou velkoprostorové s velkými, pohodlnými křesly.
- vozy první třídy, kde má být více prostoru než ve druhé třídě, dotykové obrazovky v opěradlech sedaček s možností použití internetu, sledování filmů a poslechu hudby. Ve vozech mají být kuchyňky pro rychlou přípravu občerstvení.
- vozy typu Restaurant, odkud se budou distribuovat kvalitní teplá jídla po celé soupravě vlaku. Bude zde i bistro.
- vozy druhé třídy typu Zábava nabídnou dotykové obrazovky s možností prohlížení internetu, sledování filmů a poslechu hudby. Velkoprostorové toalety, kuchyňka pro přípravu rychlého občerstvení.
- vozy druhé třídy typu Pro rodinu. Plošina a dvě místa vyhrazená pro imobilní cestující a jejich doprovod. Možnost odložit kola a lyže, které palubní personál zabezpečí zámkem. Uzamykatelný prostor pro běžná zavazadla. Dětský koutek s hračkami a s možností sledování dětských pořadů na videu. Dvě kupé budou vyčleněna pro větší děti, kde bude možnost na velkých obrazovkách sledovat pořady pro větší děti. Dvě kupé bude možnost využívat jako jednací místnost, kde bude možnost připojení notebooku na dva monitory. Vůz bude pro pohodlí všech cestujících odhlučněn.[146]

Tyto nové vozy mají postupně doplnit vlak na 8–9 vozů.
V lednu 2012 MF Dnes z Jančurových sdělení vyvodila, že žádné nové vagóny pro trasu Praha–Havířov–Žilina dodány nebudou a firma vystačí pouze s rekonstruovanými rakouskými vozy, kterých by mělo být pro tuto trať čtyřicet.
Začátkem ledna 2013 Jančura uvedl, že 73 vagónů je ve výrobě a případné další by mohly být vyrobeny do dvou let.
V září 2014 představila slovenská firma Molpir, dodavatel palubní zábavy, na veletrhu Innotrans v Berlíně velkoprostorový vůz pro firmu RegioJet z rumunské vagónky Astra Vagone Calagori. Vůz vznikl ve spolupráci s interiérovým studiem Flagu-Coplass a architektem Patrikem Kotasem. Ve vozech jsou sedačky od německé firmy Grammer, v každé sedačce je obrazovka. Každý vůz má stát zhruba milión eur. V Česku jej chce RegioJet poprvé představit v prvním říjnovém týdnu 2014, poté má několik týdnů jezdit mezi Prahou a Žilinou a pak se vrátí do rumunské vagónky k dalším úpravám. Celkem je objednáno 10 vozů, během dalším měsíců mají být postupně nasazovány do provozu. Kvůli špatným zkušenostem s českým Drážním úřadem si RegioJet chce vozy nechat registrovat v Rakousku.

#### Vozy od SBB
1. května 2012 oznámily Švýcarské spolkové dráhy (SBB), že od nich společnost RegioJet na začátku dubna koupila 12 vozů první třídy. Má jít o vozy typového označení Am61 o maximální rychlosti 200 km/h. Prodejní cenu ani jedna ze stran nezveřejnila. Mají být v druhé polovině roku (resp. nejpozději do konce roku) nasazeny na linku z Prahy do Ostravy. Mluvčí RegioJetu uvedl, že před nasazením do provozu bude kompletně rekonstruován interiér vozů. Nové vozy by měly pomoci zvýšit dosavadní počet 7 párů spojů na všech 9 uvedených v jízdním řádu.

### Vzhled vozidel
Všechna vozidla mají korporátní žlutočerný vnější nátěr, výjimkou jsou vozidla opatřená pouze polepy, kterým zůstala červená střecha od ÖBB. Oproti vozidlům jiných dopravců je velmi nenápadné typové a registrační označení vozidel. Výrazné je především modročervené logo dopravce, tvořené větším nápisem REGIOJET a pod ním menším nápisem STUDENT AGENCY. Poblíž vstupních dveří vozů je výrazné označení 2. vozové třídy a drobnější symboly označující, že vůz je nekuřácký a má vyhrazená místa pro invalidy.

### Cestovní třídy
Zpočátku dopravce cestovní třídy nerozlišoval, později začal na komerčních linkových spojích rozlišovat čtyři, respektive pět tarifů a také samotné třídy. Na závazkových linkách třídy rozlišoval od počátku, avšak i zde se protlačilo názvosloví z komerčních linek. Na lince R8 došlo také k rozdělení druhé třídy do dvou tarifů.
| Tarif (Třída)             | Typ vozu | Služby zdarma při nástupu                                                             | Občerstvení |
| ------------------------- | --- | ------------------------------------------------------------------------------------- | --- |
| Low Cost (2. tř.)         | - Velkoprostorový oddíl nebo kupé pro 6 osob - Plyšové sedačky                                                                        | - Balená voda - Denní tisk                                                            | - Objednávky pouze prostřednictvím aplikace Regiojet, platba kartou nebo kreditem z kreditové jízdenky (cesta min. 60 minut, nejpozději 40 min před výstupem) - Vyšší ceny oproti vyšším tarifům                         |
| Standard (Astra) (2. tř.) | - Velkoprostorový oddíl s klidovou zónou - Kožené polohovatelné sedačky - Stolek pro 4 nebo dvojsedačka s multimediálními obrazovkami | - Balená voda - Denní tisk - Káva/čaj                                                 | - Zdarma servis z vozíčku (Káva, mátový čaj, jablečný mošt) - Objednáky pouze prostřednictvím aplikace Regiojet, platba kartou nebo kreditem z kreditové jízdenky (cesta min. 60 minut, nejpozději 40 min před výstupem) |
| Standard (2. tř.)         | - Kupé pro 6 osob - Kožené nebo plyšové polohovatelné sedačky - Dětský oddíl pro 6 osob                                               | - Balená voda - Denní tisk - Káva/čaj                                                 | - Zdarma servis z vozíčku (Káva, mátový čaj, jablečný mošt) - Objednávky prostřednictvím stevarda, platba možná hotově nebo kartou                                                                                       |
| Relax (2. tř.)            | - Velkoprostorový oddíl - Velké kožené polohovatelné sedačky - Stolek pro 4, Stolek pro 2, Dvojsedačka, nebo samotná sedačka          | - Balená voda - Denní tisk - Káva a čerstvý mátový čaj                                | - Objednávky prostřednictvím stevarda, platba možná hotově nebo kartou - Prioritní obsluha oproti třídě Standard |
| Business (1. tř.)         | - Kupé pro 4 osoby - Velké kožené polohovatelné sedačky s vlastním stolkem - 1x Tiché Kupé                                            | - Balená voda - Denní tisk - Káva - Čaje - Jedna 0,25l lahev Prosecca nebo 0,5l džusu | - Objednávky prostřednictvím stevarda, platba možná hotově nebo kartou - Prioritní servis oproti všem nižším třídám |

| Tarif (Třída)     | Typ vozu                                                      | Služby zdarma při nástupu                                     | Občerstvení |
| ----------------- | ------------------------------------------------------------- | ------------------------------------------------------------- | --- |
| Low Cost (2. tř.) | - Velkoprostorový odíl nebo kupé pro 6 osob - Plyšové sedačky |                                                               | - Objednávky prostřednictvím aplikace Regiojet, platba kartou nebo kreditem z kreditové jízdenky (cesta min. 60 minut, nejpozději 40 min před výstupem) - Možnost objednat si přímo u baristy v RJ Bistru                      |
| Standard (2. tř.) | - kupé pro 6 osob - plyšové sedačky                           | - Denní tisk - Balená voda                                    | - Objednávky prostřednictvím stevarda, platba možná hotově nebo kartou - Objednávky prostřednictvím aplikace Regiojet, platba kartou nebo kreditem z kreditové jízdenky (cesta min. 60 minut, nejpozději 40 min před výstupem) |
| Business (1. tř.) | - kupé pro 6 osob se stolem - plyšové polohovatelné sedačky   | - Denní tisk - Balená voda - Džus (při cestě 60 minut a více) | - Objednávky prostřednictvím stevarda, platba možná hotově nebo kartou - Objednávky prostřednictvím aplikace Regiojet, platba kartou nebo kreditem z kreditové jízdenky (cesta min. 60 minut, nejpozději 40 min před výstupem) |

| Tarif (Třída)     | Typ vozu                                               | Služby zdarma při nástupu |
| ----------------- | ------------------------------------------------------ | ------------------------- |
| Low Cost (2. tř.) | - Velkoprostorový oddíl - Plyšové sedačky              |                           |
| Business (1. tř.) | - Velkoprostorový oddíl - Kožené polohovatelné sedačky | - Balená voda - Káva      |

### Přehled vozidel
Tabulky vybraných typů vozidel provozovaných RegioJetem:
| Řada    | Typ              | Obrázek | Výroba     | Výrobce                          | Kusů       | Primární Nasazení                                                                                        | Poznámka                              |
| ------- | ---------------- | ------- | ---------- | -------------------------------- | ---------- | --- | ------------------------------------- |
| 162     | 99E2             |         | 1992       | Škoda Plzeň                      | 9          | Praha – Pardubice – Ostrava – Žilina – Košice Kolín – Ústí nad Labem                                     | zakoupeny od Ferrovie Nord Milano     |
| 193 (D) | Vectron          |         | 2010–dosud | Siemens Mobility                 | 3 (3/2025) | Praha – Brno – Vídeň – Budapešť                                                                          | pronájem                              |
| 386.2   | TRAXX F140 MS 2e |         | 2018       | Bombardier Transportation        | 4          | Praha – Brno – Vídeň – Budapešť                                                                          | V současnosti na leasing od UniCredit |
| 388.2   | TRAXX 3 F160 MS  |         | 2020–dosud | Bombardier Transportation Alstom | 18         | Praha – Brno – Bratislava – Žilina Bohumín – Přerov – Brno Praha – Pardubice – Ostrava – Žilina – Košice |                                       |
| 721     |                  |         | 1965       | ČKD                              | 1          | Posun a soupravové vlaky po Praze                                                                        |                                       |
| 730     |                  |         | 1989       | ČKD                              | 1          | Posun a soupravové vlaky po Praze                                                                        |                                       |
| 740     |                  |         | 1984       | ČKD                              | 1          | Posun a soupravové vlaky po Praze                                                                        |                                       |
| 703     |                  |         |            | TSM                              | 1          | Posun a soupravové vlaky po Praze                                                                        |                                       |

| Řada    | Typ    | Obrázek | Výroba      | Výrobce                        | Poznámka                  | Nasazení                               | Provoz        |
| ------- | ------ | ------- | ----------- | ------------------------------ | ------------------------- | -------------------------------------- | ------------- |
| 654     | Elf.eu |         | 2021–dosud  | Pojazdy Szynowe Pesa Bydgoszcz |                           | Linky DÚK U5, U7, U13                  | 12/2022–dosud |
| 643 (D) | Talent |         | 1994–(2011) | Bombardier Transportation      | Pronajaty od Alpha Trains | Bratislava – Dunajská Streda – Komárno |               |
| 642 (D) | Desiro |         | 1999–(2008) | Siemens Mobility               | Pronajaty od Alpha Trains | Bratislava – Dunajská Streda – Komárno |               |

| Typ         | Výrobce                | Řada        | Obrázek | Výroba                                                                             | Tarif a nasazení                             | Míst k sezení                                                                         | Maximální rychlost              |
| ----------- | ---------------------- | ----------- | ------- | ---------------------------------------------------------------------------------- | -------------------------------------------- | ------------------------------------------------------------------------------------- | ------------------------------- |
| Bmpz        | ASTRA Vagoane Călători | 61 81 20-90 |         | 2014–2019                                                                          | Standard (ASTRA) - RJ Linky                  | 80 (velkoprostor)                                                                     | 200 km/h (u některých 160 km/h) |
| Bmpz        | ASTRA VagoaneCălători  | 61 81 20-70 |         | 2010 pro Arenaways 2017 prodány RJ a přestavba podle vozů Astra, v provozu od 2022 | Standard (ASTRA) - RJ linky                  | 80 (velkoprostor)                                                                     | 160 km/h                        |
| Bmpvz, Bmpz | MAN, Wegmann           | 61 81 28-90 |         | 1968–1973                                                                          | LowCost - RJ linky - linka R23               | 48 (velkoprostor)                                                                     | 200 km/h                        |
| ABmz        | SGP                    | 61 81 30-90 |         | 1978–1979                                                                          | Standard - RJ linky                          | 24 (kožené sedačky 4×6) 12 (plyšové sedačky 2x6) 6 (plyšové sedačky v dětském oddíle) | 200 km/h                        |
| Ampz        | Jenbacher              | 61 81 18-91 |         | 1977–1979                                                                          | Business & Relax - RJ linky                  | 16 Business (kupé) 32 Relax (velkoprostor)                                            | 200 km/h                        |
| Ampz        | SGP                    | 61 81 18-95 |         | 1978–1979                                                                          | Business & Relax - RJ linky                  | 16 Business (kupé 4×4 sedadla) 32 Relax (velkoprostor)                                | 200 km/h                        |
| Bmz         | SGP                    | 61 81 28-91 |         | 1977–1980                                                                          | Standard - RJ linky                          | 42 (kupé 7×6 sedadel) 6 (kupé dětský oddíl)                                           | 200 km/h                        |
| Amz         | SGP                    | 61 81 19-90 |         | 1977                                                                               | Business - Linka R8                          | 54 (kupé 9×6 sedadel)                                                                 | 200 km/h                        |
| ASmz        | SGP                    | 61 81 89-90 |         | 1982                                                                               | Business & Standard - Posilové vozy RJ linky | 16 Business (kupé 4×4 sedadla) 22 Standard (volně umístěné křesla ve velkoprostoru)   | 200 km/h                        |